# Blau-Weiß (jüdischer Wanderbund)

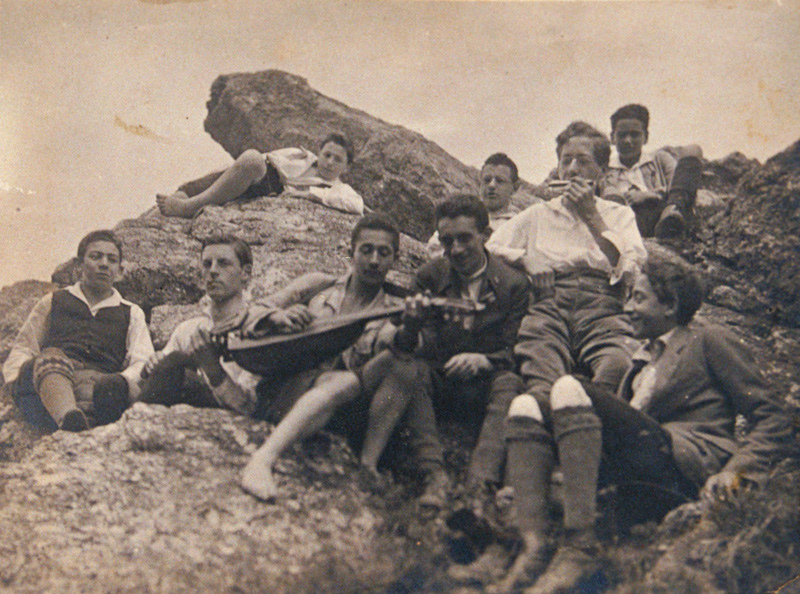
Blau-Weiss Mitglieder in Österreich

Der Jugendbund Blau-Weiß (jüdischer Wanderbund) war der im Deutschen Kaiserreich entstandene und bald größte jüdische Jugendverband, der seine Blütezeit in den Jahren nach dem Ersten Weltkrieg erlebte. In seinen Methoden und Praktiken war der Bund von der deutschen Jugendbewegung beeinflusst und verstand sich als jüdisches Pendant zum Wandervogel. Inhaltlich und theoretisch orientierte sich der Bund an einem zionistischen Programm und propagierte ein Leben in Eretz Israel. War dies aber bis zum Ende des Ersten Weltkriegs ein eher abstraktes Modell bei gleichzeitiger fester Verwurzelung seiner Mitglieder und Führer im bürgerlichen Milieu der Kaiserzeit, so gewann danach die praktische Vorbereitung auf eine Auswanderung nach Palästina zunehmend an Bedeutung. Blau-Weiß als Verband existierte in Deutschland seit 1912 und löste sich im Februar 1927 formell auf; er hatte in seiner Blütezeit über 3000 Mitglieder. Auch in einigen Nachbarländern und in Palästina gab es Blau-Weiß-Bünde und selbständige Landesorganisationen.

## Das zionistische Projekt Blau-Weiß
Die Gründung des Blau-Weiß wird gelegentlich als die jüdische Antwort auf die zunehmenden antisemitischen Tendenzen in der Wandervogel-Bewegung gesehen, die sich auf dem Freideutschen Jugendtag von 1913 erstmals manifestierten; doch trotz einzelner antisemitischer Vorfälle im Umfeld des Wandervogels scheint der zunehmende Antisemitismus in der Gesellschaft erst nach dem Ersten Weltkrieg ein vorrangiger Grund zum Eintritt in den Verband gewesen zu sein. Der Wandervogel wurde jedenfalls im April 1913 noch als ein „uns nahestehender“ Bund bezeichnet. und das änderte sich erst, nachdem einem 13-jährigen Mädchen im Herbst 1913 in Zittau die Aufnahme in den örtlichen Wandervogel verwehrt wurde, weil sie Jüdin war. Insbesondere ein Artikel dazu in der „Wandervogel – Führerzeitung“ veranlasste die Führung des Blau-Weiß zu einer heftigen Stellungnahme als Botschaft an die eigene Gefolgschaft.

„Wanderer und Wandrerinnen! Die judenfeindliche Entwicklung der Wandervogelbewegung ist ein neuer Beweis für die Notwendigkeit der jüdischen Wanderbewegung. Wir haben unsere Wanderbünde geschaffen, weil wir stets glaubten, daß jüdische Jungen und Mädchen frei und glücklich nur in jüdischer Gemeinschaft wandern können, und damit sie lernen, fest zu ihrer Gemeinschaft zu halten und für sie einzutreten. Jetzt muß aber auch der letzte Zweifler zugeben, daß es für euch nur einen
Wanderbund geben kann, den jüdischen.“

Die Gründung des Blau-Weiß ist nach Moses Calvary „von Zionisten bei Gelegenheit des Posener Delegiertentages in die Wege geleitet worden und unsere Führer sind alle entweder auch äußerlich Zionisten oder zum mindesten von zionistischen Gedanken erfüllt“. Folglich steht es für Yvonne Meybohm – und ähnlich auch für Lilo Stone – außer Frage, dass es sich bei dem Verband um eine geplante Gründung der Zionistischen Vereinigung für Deutschland (ZVfD) handelte, die von oben nach unten erfolgte und nicht aus einer jugendlichen Bewegung heraus. Die Rolle der ZVfD relativiert Hackeschmidt insofern, als er nicht die ZVfD in ihrer Gesamtheit für die Gründung des Blau-Weiß verantwortlich macht, sondern die von ihm so bezeichnete „Blumenfeld-Gruppe“. Bei dieser Gruppe handelte es sich um junge jüdische Intellektuelle, die alle in den späten achtziger Jahren des 19. Jahrhunderts geboren worden waren, die sich selber als post-assimilatorische Zionisten verstanden und dabei waren, Führungspositionen in der ZVfD zu übernehmen. Sie setzten sich auf dem Posener Delegiertentag (26. bis 28. Mai 1912), wo sie die Resolution zur Gründung einer zionistischen Jugendgruppe durchsetzten, erstmals in Szene. Zu ihnen gehörten unter anderen die aus dem Messingwerk-Kreis kommenden Moses Calvary, Felix Rosenblüth (später bekannt als Pinchas Rosen) und sein Bruder Martin, Kurt Blumenfeld und Richard Lichtheim sowie Mitglieder des sogenannten Berliner Hütte-Kreises um Albert Sachs.
Kurt Blumenfeld war seit 1909 der erste Berufsfunktionär der ZVfD, Felix Rosenblüth wurde kurz darauf Vorsitzender von deren Jugendkommission. Sie und ihre Mitstreiter, die auch das Führungspersonal des Blau-Weiß stellten, kamen zumeist aus einer Vorgängerorganisation des zionistischen Kartells Jüdischer Verbindungen (KJV) und sahen im Blau-Weiß einen Partner oder zumindest eine Art Vorschule für die zionistische Studentenorganisation.

„Frei nach dem Motto ‚Wer die Jugend hat, hat die Zukunft‘, hatte sich um 1911/12 in der ZVfD die Auffassung durchgesetzt, dass man besonders die Jugend fördern und in zionistischem Sinne erziehen müsse, um überzeugte junge Leute für die Organisation zu gewinnen, die ihre Zukunft tatsächlich in Palästina planten. Diese Auffassung stand im Zusammenhang mit einem Generationswechsel in der Organisation und der damit einhergehenden Neugewichtung der Prioritäten des deutschen Zionsimus. Auf dem Delegiertentag der deutschen Zionisten in Posen 1912 hatte die jüngere Generation um Kurt Blumenfeld mit der sogenannten Posener Resolution ein Programm durchgesetzt, das die Perspektive einer Immigration nach Palästina in der Lebensplanung eines jeden Zionisten forderte. Die Vertreter der älteren Generation, die sich trotz ihres zionistischen Bekenntnisses vornehmlich als deutsche Staatsbürger verstanden, traten daraufhin von allen aktiven Posten innerhalb der Organisation zurück.“

Meybohm bezeichnet die aus dieser Zielsetzung abgeleitete und an Martin Bubers Vorstellung einer Jüdischen Renaissance orientierte Aufgabenstellung für Blau-Weiß als „zweckdienliche Indoktrination“, bei der nicht die Selbstfindung der Jugendlichen im Vordergrund gestanden habe, sondern deren Instrumentalisierung für eine bestimmte Spielart des Zionismus – bei Aufrechterhaltung der Fiktion, der aufzubauende Jugendbund solle ein unpolitischer sein. Nach außen hin wurde „zunächst nicht von zionistischer, sondern von ‚allgemein jüdischer Erziehung‘ gesprochen. Erst die Forderungen von Joseph Marcus und das Referat von Moses Calvary […] haben darüber wohl grössere Klarheit gebracht, ‚dass der Blau-Weiss auch in seiner allgemeinen jüdischen Tätigkeit aufs tiefste verknüpft ist mit der Lebensanschauung des Zionismus‘.“
Die Führung des Blau-Weiß setzte von Beginn an auf die Übernahmen der von der deutschen Jugendbewegung praktizierten Formen der Jugendarbeit, weshalb Meybohm meint, dass zwar Unterschiede in den Zielsetzungen von Wandervogel und Blau-Weiß vorgelegen, die beiden Wanderbünde sich in ihrer Form aber sehr geähnelt hätten.

„Tatsache ist, dass die Form der Wandervogel-Bewegung für die Zionisten nahezu ideal war, um ihre Erziehungsideale zu verwirklichen. Durch die abenteuerlichen Ausflüge in die Natur und das Wandern sollten Mut, Körperkraft, Ausdauer, Energie, Disziplin, Kameradschaftlichkeit und ein Zusammengehörigkeitsgefühl geschaffen beziehungsweise trainiert werden. All diese Tugenden waren nützlich für den Fall, dass die Jugendlichen den jüdischen Staat in Palästina aufbauen würden. Außerdem sollte so ihre vollständige Hingabe an die Bewegung im Sine der im Programm der Jüdischen Renaissance geforderten Ganzheit gewährleistet werden. Zudem war das Programm der Jugendbewegung, ohne elterliche Aufsicht in Gruppen mit gleichaltrigen Jugendlichen beiderlei Geschlechts seine Zeit außerhalb der Großstadt zu verbringen, von großer Attraktivität für die Jugendlichen.“

Dem Wandern – explizit: dem jüdischen Wandern – kam in diesen Kontext eine wichtige Rolle im jüdisch-zionistischen Selbstfindungsprozess zu und begründete erst einen „inneren Zwang gerade zu einem jüdischen Wanderbund“ – und nicht etwa die Tatsache, „daß vielen von Euch die Teilnahme am Wandervogel erschwert wird“.

„Es ist eben etwas eigenes, wenn Juden wandern. Euch soll das Wandern aus einer Not helfen, aus einer Judennot, die wir Aelteren schmerzlich genug empfanden.
 Wenn der Jude von der Arbeit und der Not des Alltags sich erholen wollte, dann griff er zum Buche, ob er nun in scharfer Verstandestätigkeit die Lehren seiner Religion erforschte, ob er die Werke der weltlichen Literatur mit kritischem Geiste sich zu eigen machen wollte. So wurden wir zum Volke einer oft wenig fruchtbaren geistigen Tätigkeit. Das hatte vielleicht manches Gute im Gefolge und half uns sicherlich in dem schweren Kampfe ums Dasein. Verkümmert aber wurde unser Auge und blind der Schönheit des natürlichen Daseins gegenüber, verkümmert unser Wille, der nur dem Egoismus des einzelnen diente und gleichgültig ward gegenüber den Aufgaben der Gemeinschaft.“

Das entspricht exakt dem zionistischen Umschichtungskonzept der Jahre vor 1933, und für seine Befolgung wurden strikte Regeln aufgestellt: „Ein tüchtiger Wanderer muß es in einem Jahr auf 30 Wanderungen bringen. Für die Teilnehmer an 50 Wanderungen werden wir ein neues Abzeichen stiften. Natürlich verliert derjenige ein Anrecht darauf, die Ehrenzeichen unseres Wanderbundes zu tragen, der in seinen Wanderungen durch seine Schuld, aus Faulheit oder Wetterscheu oder weil ihm einmal dies oder jenes nicht gepaßt hat, eine allzu lange Pause eintreten läßt. Denn nur die echte Wanderfreudigkeit soll durch unsere Abzeichen belohnt werden.“
Gershom Scholem, der dem Weiß-Blau kritisch gegenüberstand, aber dennoch gelegentlich an Blau-Weiß-Veranstaltungen teilnahm, so am 5. Dezember 1915 zusammen mit seinem Freund Erich Brauer an einer Chanukkafeier auf den Krähenbergen bei Caputh, vermerkte am 12. Dezember 1915 in seinem Tagebuch:

„Der Blau-Weiß ist aus keinem einzigen der revolutionären Beweggründe gegründet worden wie der Wandervogel. Er ist zu »Zwecken«, nämlich hygienischen und gesundheitlichen, gegründet worden, und man muß ihn ablehnen, weil dieses nicht auf dem Wege zu erreichen ist. Der Wanderbund ist, obwohl damit natürlich absolut nichts gegen ihn gesagt ist, da es wohl mit allen jüdischen Dingen hier ebenso zu gehen scheint, ein Paradoxon. In deutschen Wäldern klingen hebräische Lieder, auf dem Hügel, wo gestern die Sonnwendfeier der Germanen brannten, flackern heute die Chanukkafeuer der Juden. Es ist eine unentrinnbare Paradoxie. Aber der Blau-Weiß tut nichts zu ihrer Überwindung, er hat zu dieser Paradoxie nichts zu sagen und hinzuzufügen, er weckt in seinen Gliedern nicht einmal das Bewußtsein davon. – Wenn ich wandere, so wandere ich besser mit einem oder zwei anderen ohne Förmlichkeiten und wandere nicht als Jude – das scheint mir reichlicher Unsinn zu sein, als Volksmensch wandern zu wollen –, sondern als Mensch. Was mich verhindert, in den Wandervogel zu gehen, ist im Grunde dasselbe, was mich verhindert, in den Blau-Weiß zu gehen.“

Der Blau-Weiß war trotz solcher Kritik relativ erfolgreich bei der Ansprache von Jugendlichen, die überwiegend aus einem gutsituierten jüdischen Bürgertum kamen. Die Eltern waren begütert und assimiliert, die Kinder besuchten zum größten Teil ein Gymnasium. „Der Zionismus stellte für sie zwar eine Rebellion gegen das Elternhaus dar, war aber zugleich mehr als nur eine simple Auflehnung gegen die Elterngeneration. Er war auch eine Bewegung mit positivem Gehalt, die den jüdischen Geist, der als blutleer, assimilierend, ja selbstaufgebend empfunden wurde, erneuern sollte, und zwar nicht nur im damals noch bescheidenen Siedlungswerk in Palästina, sondern auch hier in Deutschland.“ Eben dieser „Aufstand gegen die behäbige Sattheit der bürgerlichen Umweltatmosphäre“ rief allerdings auch Widerstand in der jüdischen Mehrheitsgesellschaft hervor. Der Central-Verein deutscher Staatsbürger jüdischen Glaubens (CV) veröffentlichte bereits im Januar 1914 einen Aufruf, in dem er vor Blau-Weiß warnte, weil dieser „die Kinder im einseitigen jüdischen Nationalismus erziehen wolle“, und im Oktober 1916 forderte er gar die Rabbiner, Religionslehrer und auch die Eltern dazu auf, die Blau-Weiß-Mitglieder bei ihren christlichen Direktoren und Lehrern als Zionisten zu denunzieren.

## Die Gründungsphase
In Breslau gab es den Wanderverein 1907. Ob dieser in seiner Gesamtheit oder nur in Teilen zur Gründung von Blau-Weiß beigetragen hat, ist in der Forschung umstritten. Es scheint, dass Joseph Marcus im April 1912 innerhalb dieses Vereins eine Jugendwandergruppe gegründet hat und damit Interesse bei der ZVfD fand. Im Zuge des Posener Delegiertages der ZVfD kam es dann zu Besprechungen, in deren Folge von Felix Rosenblüth eine Absichtserklärung verlesen wurde, die zur Gründung jüdischer Jugendgruppen einlud. Daraufhin folgte im Juni oder Juli 1912 unter der Führung der Mediziner Adalbert Sachs und Weissenberg, die sich regelmäßig mit Rosenblüth zu einem zionistischen Stammtisch – dem schon erwähnten Hütte-Kreis – zusammenfanden, die Gründung des Berliner Blau-Weiß. Nach Tramer nahmen die „beiden Gruppen […] sofort Beziehungen auf und empfanden sich wohl auch von vornherein als eine Einheit“, agierten aber noch als getrennte Bünde. Die Breslauer Gruppe behielt auch noch ihren ursprünglichen Namen bei und firmierte nur im Untertitel als Jüdischer Wanderbund „Blau-Weiss“.
Im April 1913 erschien zum ersten Mal das Verbandsorgan Blau-Weiss-Blätter. Dem ist zu entnehmen, dass sich in „Wien […] auf unsere Anregung hin und nach unserem Vorbilde ein Bruderverein aufgetan“ hat. Ein entsprechender Gründungsaufruf, der von mehr als zehn Personen unterschrieben wurde, trug überwiegend die Namen von Universitätsprofessoren. Bereits in der Mai-Ausgabe der Blau-Weiss-Blätter war dann zu lesen, dass am 16. April 1913 in Wien die konstituierende Generalversammlung des Jüdischen Wanderbundes Blau-Weiß stattgefunden habe und dass die Blau-Weiss-Blätter „von jetzt ab von dem Jüdischen Wanderbund ‚Blau-Weiß‘ in Berlin und Wien und vom Wanderverein 1907 in Breslau gemeinsam herausgegeben“ werden. Schriftleiter war Felix Rosenblüth.
In der August-Ausgabe 1913 der Blau-Weiss-Blätter ist zu lesen, dass sich in Österreich die dortige jüdische Wanderbewegung sehr schnell ausgebreitet habe, weshalb ein Österreichischer Bund Blau-Weiß für jüdisches Jugendwandern gegründet worden sei, der seine Anregungen und Direktiven vom Wiener Bund erhalte. Und auch in Deutschland wuchs der Verband: Hinzu kamen Neugründungen im elsässischen Mülhausen und in München. Auf einer ersten gemeinsamen Tagung am 1. März 1914 in Berlin schlossen sich „die bisher wohl mehr oder minder selbständigen Ortsgruppen zum ‚Blau-Weiss, Bund für jüdisches Jugendwandern in Deutschland‘ zusammen[…]. Von diesem Zeitpunkt an gab auch Breslau seinen Namen ‚Wanderverein 1907‘ auf und nannte sich ebenfalls lediglich ‚Blau-Weiss‘.“ Kurz danach trat auch noch eine Gruppe aus Prag dem Verband bei.
Insgesamt erfolgte ein schnelles Wachstum des Bundes. Blau-Weiß Berlin verfügte im Januar 1914 bereits über ein eigenes Heim in Hohenschönhausen und über fünf Züge für Wanderer und zwei Mädchengruppen. In Breslau gab es zwei Züge und eine Mädchengruppe, und in München je eine Gruppe für Mädchen und Jungen.

### Kriegsspiel als Freizeitgestaltung
Die Gründungsphase des Blau-Weiß liegt in den Jahren vor dem Ersten Weltkrieg. Ob dessen Heraufziehen eine größere Bedeutung für den Verband hatte, ist nicht feststellbar. Krieg an sich scheint aber kein Problem gewesen zu sein, denn in der Mai-Ausgabe 1913 der Blau-Weiss-Blätter findet sich unter der Rubrik Von Fahrten und Rasten ein längerer Bericht über „Das Kriegspiel bei Neumühle“, in dem über eine militärisch durchdachte Wanderung berichtet wird, bei der die Teilnehmer „mutige Soldaten- und Wanderlieder“ pfiffen und sangen. Als die „Vorposten“ der Gruppe, aus deren Sicht der Bericht verfasst wurde, das Näherkommen der zweiten Gruppe „meldeten“, wurde es ernst. „Wir hatten kaum Zeit, uns im nahen Gebüsch zu verstecken, als die verhaßten Feinde mit Kampfgeheul um die Ecke brachen. Jetzt stürmten wir aus dem Gebüsch hervor, und es entstand ein kurzer, aber blutiger Kampf, der nach unserer Ansicht unentschieden blieb. Doch die Feinde behaupteten, uns besiegt zu haben. So entstand ein kurzer Streit, welcher damit endete, daß wir friedlich – gemeinsam Kaffee tranken und das eben erlebte Kriegsspiel besprachen.“ Weitere Berichte über Kriegsspiele gab es in den nachfolgenden Ausgaben der Blau-Weiss-Blätter immer wieder. Völlig konträr dazu heißt es dann aber im Dezember-Heft 1913 im Zusammenhang mit einer neu gegründeten Gruppe in Lemberg: „Auch in Galizien hat die jüdische Wanderbewegung Wurzel geschlagen. An den Bildern der jüdischen Scout-Abteilung in Lemberg sehen wir zwar, daß unsere jüdischen Jungen dort kriegerische Pfadfinder sind, während wir glauben, daß ‚Wandern‘ besser ist als ‚Marschieren‘, daß Mandolinen und Zupfgeigen schöner sind als Trommeln und Pfeifen, und daß es besser ist, die Natur mit beiden Augen recht tief anzusehen und sich ihrer zu freuen, als den Blick auf den Vordermann zu richten und an den ‚Feind‘ zu denken! Aber doch gehören diese frischen, fröhlichen Jungen zu uns! Sie wollen dasselbe wie wir: sie wollen ein tüchtiges, mutiges, junges jüdisches Geschlecht sein – und den jüdischen Namen zu Ehren bringen.“ Bei den Wiener Wanderfreunden genießen die Galizier aber weiterhin viel Sympathie, denn die „sind viel strammer, und was noch mehr, viel jüdischer als wir. Vielleicht kommt beides daher, daß ihre Kommandosprache das Hebräische ist.“ Im selben Heft ist auch zu lesen (Seite 8), dass ein jüdischer Wanderbund-Führer in Jerusalem eine Blau-Weiß-Gruppe gegründet habe, und das Kriegspielen ist keinesfalls aus der Mode gekommen, wie die folgende Ankündigung zeigt: „Kriegsspiel aller Züge des ‚Blau - Weiß Berlin‘ am 22. März 1914.“ Und zwei Seiten weiter heißt es dazu: „Bei dem am 22. März stattfindenden Kriegsspiel der Berliner ist die Beteiligung jedes Einzelnen Ehrensache. Unentschuldigt darf natürlich kein Wanderer fehlen! Ferner sind hierzu möglichst viele neue Wanderer einzuladen.“ Der ideologische Kontext dieser Kriegsspiele war nicht der wilhelminische Militarismus der Vorkriegszeit, sondern ein alttestamentarischer: der Makkabäer-Aufstand, dem zum Beispiel die Blau-Weiss-Blätter vom Dezember 1913 mehrere Seiten widmeten, oder den die Wiener Blau-Weissen zur Folie ihres Kriegsspiels heranzogen. „‚Juda-Makkabi‘ und ‚Bar Kochba‘, so war der Schlachtruf der beiden Parteien, […] ich glaube, seit den Kämpfen in jener Zeit gab es niemals mehr einen Augenblick, in dem die Namen jener großen Helden unseres Volkes so oft und so laut gerufen wurden.“ Meybohm zeigt, dass diese Anknüpfung an alttestamentarisches Kriegsgeschehen dann bald anschlussfähig war an die deutsche Wirklichkeit des Jahres 1914 und den bevorstehenden Ersten Weltkrieg.

### Das Blau-Weiss-Liederbuch
In der April-Ausgabe 1914 der Blau-Weiss-Blätter wird das neue Liederbuch des Bundes vorgestellt und beworben, das gerade im Jüdischen Verlag erschienene Blau-Weiss-Liederbuch, herausgegeben von der Führerschaft des Jüdischen Wanderbundes Blau-Weiss. Felix Rosenblüth betont in seiner Vorstellung des Buches den vermeintlich anderen Entstehungsprozess des eigenen Liederbuches gegenüber dem Zupfgeigenhansl der Wandervogelbewegung.

„Jetzt haben wir ein Liederbuch, und es ist gut, weil es unsere schönsten Lieder enthält. Vergeßt nicht, daß das Buch anders entstanden ist, als der ‚Zupfgeigenhansl‘. Nicht aus dem Singen ist das Buch geboren, sondern aus dem Buch soll unser Singen kommen. Bei vielen Liedern wird es sich erst zeigen müssen, ob sie zu uns passen; manche Lieder werden uns fehlen.“

Meybohm misst dem Liederbuch einen hohen Stellenwert in der „Identitätskonstruktion durch zionistisches Liedgut“ bei, macht aber zugleich deutlich, dass es mit den Unterschieden zum Zupfgeigenhansl nicht weit her war.

„Eine Durchsicht der Lieder des Blau-Weiß-Liederbuchs von 1914 hat folgendes Ergebnis erbracht: vier hebräische Lieder, 14 jiddische Lieder, sieben zionistische Lieder auf Melodien deutscher Patriotenlieder sowie 80 Volks-, Studenten, Wander- und Kriegslieder, von denen 50 ebenfalls im Zupfgeigenhansl und 43 im Allgemeinen Deutschen Kommersbuch enthalten sind.“

Was allerdings gefehlt habe, seien eindeutig deutsch-patriotische Lieder wie Die Wacht am Rhein oder Das Lied der Deutschen (Deutschlandlied) von Hoffmann von Fallersleben gewesen. Texte mit Bezug zur Natur, zum Wandern, zur Liebe, aber auch Kriegslieder hätten überwogen, und neben den Weinreben am Jordan hätte einträchtig Volkslieder über die Reben am Rhein gestanden. Die zionistischen Texte seien vor allem aus dem Kommersbuch der jüdischen Studentenverbindungen übernommen worden.
Die Auflage des ersten Liederbuchs lag nach Meybohm bei 1500 Exemplaren und war schon im Herbst 1914 vergriffen. Eine überarbeitete Neuauflage, nach Meybohm nicht wesentlich unterschieden von der ersten Auflage, erschien im Frühjahr 1918. Für diese Überarbeitung zeichnete Leo Kopf (1888–1953) verantwortlich, „Komponist und Chordirigent an verschiedenen Berliner Synagogen“. Anders als Meybohm betont Jascha Nemtsov aber eine Akzentverschiebung hin zu mehr vertonten hebräischen und jiddischen Texten in der zweiten Auflage und zitiert dazu aus Kopfs Vorwort:

„In dieser Zeit ist unser Verhältnis zu den Liedern unseres Volkes ein anderes, engeres geworden (…). Denn was in der ersten Auflage nur ein Versuch schüchterner Romantik, ein tastendes Bemühen um die Wiederbelebung des jüdischen Volksliedes für die weltliche Judenheit war, das ist heute ein Ausdruck unserer eigensten Wesensart geworden. Es ist nicht übertrieben, wenn wir behaupten, dass sich das jiddische und das hebräische Lied (…) in unserem Herzen einen Platz errungen haben.“

### Die letzten Monate vor dem Ersten Weltkrieg
Das politische Geschehen am Vorabend des Ersten Weltkriegs findet in den Blau-Weiss-Blättern keinen Niederschlag. Dort wird dem eigenen Klientel als „verweichlicht und verweiblicht“ vorgehalten, dass in jüdischen Familien „48 % der neugeborenen Kinder von Juden stammen, die aus dem Osten zuwanderten“ und gefragt: „Hätten wir diese Zeichen einer Abwärtsentwicklung, wenn die körperliche Ertüchtigung und die Freude an der Natur uns früher schon Leitziel und Notwendigkeit gewesen wäre?“ Im Anschluss daran wird in einem Artikel mit dem Titel Was wir wollen das Wandern als Beitrag dazu gepriesen, „ein an Körper, Geist und Willen starkes und gesundes jüdisches Geschlecht heranzubilden“, dessen Ideale die „Liebe zur Natur“, die „Triebe zur Natürlichkeit“ und die „Liebe zum Judentum“ sind. Antisemitismus in Deutschland, direkter Judenhass, soll „lachend bekämpft“ werden im Kampf für die jüdische Ehre. Und über all dem schwebt eine parteipolitische Abstinenz: „[Wir] stehen […] über den Parteien. Nichts Jüdisches ist uns fremd. Wir wagen es sogar, Worte wie Freiheit, Palästina, Schalom zu gebrauchen, jüdische Freiheitslieder zu singen. Aber nie werden wir so töricht sein, die jüdische Jugend einer Partei auszuliefern.“
Ähnlich ist der Tenor auch in den Beiträgen der folgenden Hefte, und noch im August-Heft ist von der Welt außerhalb des Bundes – abgesehen von einer knappen Replik auf die Diskussion der Judenfrage auf einem Bundestag des Wandervogels – nichts zu lesen. Es überwiegen Fahrtenberichte und Artikel über und Literaturhinweise auf jüdische Heldengestalten. Erörtert wird die Frage Soll ein Wanderer Blumen pflücken?, und für die Redaktion beschwert sich Felix Rosenblüth über das viele Strafporto, das er für unterfrankierte Zusendungen zahlen muss.

## Erster Weltkrieg
Im August 1914 erschien eine weitere Ausgabe der Blau-Weiss-Blätter als Sonderausgabe und aus Anlass des Krieges, „zu dem unser deutsches Vaterland gezwungen ist“. Verwiesen wird auf die Führer, die „zu den Fahnen gerufen“ wurden, die Führerinnen, die „sich dem Roten Kreuz zur Verfügung gestellt“ haben und die Wanderfreunde, die „nach Ablegung des Abiturientenexamens die Waffen als Kriegsfreiwillige ergriffen“ haben. Die Wanderungen seien vorläufig eingestellt, die in der Heimat verbliebenen Wanderinnen und Wanderer habe es „zur Arbeit fürs Vaterland gedrängt, und so sind viele von uns beim Roten Kreuz und bei der Erntearbeit tätig“. Der Kernsatz aber lautet:

„Wir erwarten von allen denen, die im Felde stehen, daß sie sich eines Blau-Weißen würdig halten und schlagen. Mögen sie immer eingedenk sein, daß sie außer der vollen Pflichterfüllung gegen das deutsche Vaterland die Ehre des jüdischen Namen hochzuhalten haben. Denn die Wacht für diesen Namen wird uns, – das lehrt uns der neue Geist, der unter der jüdischen Jugend unserer Zeit herrscht, – stets heilige Pflicht sein.“

Für Meybohm steht damit im Wesentlichen fest, dass sich die Haltung des Blau-Weiß zum Krieg nicht von der Haltung der Mehrheit der Deutschen unterschieden hat, und sie verweist auf ähnlich lautende Stellungnahmen der ZVfD und in der Publikation Der Jüdische Student, dem Organ des Bundes Jüdischer Corporationen. Ein Zwiespalt zwischen zionistischem Bewusstsein und dem Kampf für das deutsche Vaterland sei nicht erkennbar gewesen. Und wie bei den Kriegsspielen schon vorweggenommen, wird nun der Makkabäer-Mythos auf den realen Krieg übertragen. Martin Rosenblüth springt bruchlos von der Beschwörung der historischen Makkabäer-Taten zu den Helden im Felde: „Wir denken unserer lieben Kameraden, der sechzig Führer und Wanderer, die heute für ein hohes, heiliges Ziel ihr Leben einsetzen, draußen auf den Schlachtfeldern, der Knaben, die der Ernst der Stunde zu Männern gereift hat. Wir grüßen sie, die fern von uns unserem Bunde die Treue bewahren.“ Meybohm folgert daraus, dass „der Krieg […] für die zionistische ‚Geschichtsphilosophie‘ modifiziert [wurde]: Die alttestamentarischen Heldensagen wurden auf den Ersten Weltkrieg projiziert, der Kampf um die Unabhängigkeit des jüdischen Volkes wurde mit dem deutschen Krieg verwoben“, der zum Ort praktischer Bewährung wurde:

„Was wir im Blau-Weißbund in systematischer Arbeit erzielen wollten, vielleicht ein wenig schon erzielt haben, körperliche Ertüchtigung, Wert der Körperlichkeit gegen Aesthetengeschwätz, Abneigung gegen alles unnütze Gerede und alle unnützen Diskussionen, Widerwille daran teilzunehmen, diese oder jene außerordentlich wichtige Frage restlos zu klären – all das kommt jetzt zur Geltung: nicht reden, sondern als strammer, tüchtiger, leistungsfähiger Mensch still und ruhig handeln, das ist das Richtige und der Zeiten Gebot.“

Ein Jahr später heißt es zu Chanukah 1915 immer noch: „Heut wie in den Makkabäertagen steht das Judenvolk unter Waffen. […] Den Makkabäern leuchtet die freudige Flamme erst nach blutigem Kampf. Sie hatten das Schwerste getan, wir haben noch kaum begonnen. […] Was sein wird, wissen wir nicht. Aber wir, die jüdische Jugend, geloben für unser Volk zu kämpfen, was auch kommen mag, bis zum Sieg oder bis zum bitteren Abend […]“ Dass damit nicht nur der deutsche Sieg gemeint war, offenbaren die unmittelbar anschließenden Sätze: „Noch glauben wir an ein Morgen. Schon zeigt sich hier und da ein Streifen Licht. Deutsche Waffen brachen manche Fessel. Im Morgenlande, in der verjüngten Türkei, warten weite Lande der Erwecker. Wir stehen bereit, ein Heerbann junger Juden, gewärtig des Führers. […] Rings um uns liegt deutsches Land, für das wir kämpfen; arbeitet, mitten im Kriegssturm, bedächtig und eifrig, das deutsche Volk, das wir lieben; unser Beispiel. Zeigt uns, was festem Willen möglich ist. Und unser Hoffen wäre ein Märchen?“ Dem Makkabäer wird das deutsche Durchhaltevermögen zum Vorbild, die deutschen Waffen zur Hoffnung im Kampf um die Befreiung Palästinas von den Türken. Ein anderer Blau-Weiß-Führer, Walter Fischer, hatte da etwas mehr Skrupel, denn: „Da aber die Türkei der Bundesgenosse Deutschlands war, und auf dem palästinensischen Kriegsschauplatz nicht nur türkische, sondern auch deutsche Truppen standen, so bestand ein innerer Zwiespalt bei uns, sodass man in dieser Zeit in der Tat von einer ‚doppelten Loyalität‘ sprechen konnte.“
Im Chanukah-Heft 1916 ist von Karl Glasers markigen Worten nur noch wenig zu vernehmen, allenfalls in Nachrufen auf gefallene Kameraden. Über zwei von ihnen hieß es: „Den Ihren voran, ein leuchtendes Beispiel der Tapferkeit und des Pflichtbewußtseins waren sie dem Feind entgegengestürmt, trotz mörderiechsten Feuers ohne Zagen als Erste aus dem Graben gesprungen. Da traf sie die feindliche Kugel. Ein Makkabäerende!“ Und die deutschen Waffen, die schon so manche Fessel im Morgenlande gebrochen haben sollen, kamen den Makkabäer-Nachfahren auch nicht zur Hilfe: „Das Joch der Syrer lastet auf dem jüdischen Volke“, so begann Moses Calvarys Chanukah-Artikel, der insgesamt ein Heft einleitete, in dem der Erste Weltkrieg nur am Rande vorkam, dafür viel Rückbesinnung auf jüdische Tradition. Ein Thema aber spielt in der Dezember-Ausgabe ebenso wenig eine Rolle wie in der darauf folgenden Februar-Ausgabe 1917: die Judenzählung vom Herbst 1916, die ein Ausdruck fortdauernder antisemitischer Vorurteile in der deutschen Bevölkerung war und der Frage nachging, ob sich Juden vor dem Frontdienst drückten würden. Meybohm führt die Ausblendung dieses Themas in den Blau-Weiss-Blättern darauf zurück, dass das mit der Zählung unterstellte Drückebergertum „nicht zum Bild der makkabäischen blau-weißen Kriegshelden gepasst“ hätten, das dort zuvor so sorgsam konstruiert worden sei.
Es ist aber nicht nur dieses Juden direkt betreffende Thema, das in den Blättern keinen nennenswerten Raum findet. Am 2. November 1917 war die Balfour-Deklaration verabschiedet worden, die der zionistischen Bewegung Unterstützung bei der „Errichtung einer nationalen Heimstätte für das jüdische Volk in Palästina“ in Aussicht stellte. „Die Balfour-Deklaration bedeutete einen neuen Antrieb für alle zionistischen Bestrebungen. Palästina, Erez Israel, war zur Wirklichkeit geworden, auf die man sich als nationaljüdische Jugend vorzubereiten hatte.“ In den im Dezember 1917 erschienen Blau-Weiss-Blättern findet sich dazu allerdings kein Wort, stattdessen wiederum ein langer Chanukah-Artikel – wenngleich diesmal mit einem Unterton, der eine Distanz zur bislang vorherrschenden Verehrung der makkabäischen Helden anklingen lässt. Ferdinand Ostertag, der ein Jahr später Schriftleiter der Blau-Weiss-Blätter wurde, zitierte zustimmend einen namentlich nicht genannten „modernen Geschichtsschreiber“, der ausgeführt habe, dass durch die makkabäische Erhebung „das Judentum gerettet und doch zugleich in seinem innersten Wesen“ sehr gefährdet worden sei.

„Aus dem Gesagten folgt, daß diejenigen unter uns, die meinen, wir feiern Chanukkah aus demselben Gefühl heraus wie die Deutschen Sedan oder Leipzig, gründlich den Sinn der jüdischen Geschichte und das Wesen jüdischen Heldentums verkennen. – Manches scheint mir überhaupt dafür zu sprechen, daß Chanukkah in irgendeiner Form schon ein vormakkabäisches Fest ist, das seinen Ursprung in vorgeschichtlicher Zeit hat und in mythologischen Vorstellungen wurzelt und daß man es dann später erst mit den geschichtlichen Ereignissen in Verbindung gebracht hat.“

Insgesamt vermitteln die Blau-Weiss-Blätter der letzten Kriegsjahre ein Bild, in dem die aktuelle gesellschaftliche und politische Situation ausgeblendet ist. Der Krieg kommt in ihnen, außer in Nachrufen und Todesanzeigen, kaum vor – oder als Bericht von exotischen Begegnungen. In vielen Blau-Weiß-Blättern finden sich Artikel über Begegnungen mit der jüdischen Bevölkerung in Osteuropa. Sie muten vielfach an wie Feldforschungen, die gutbürgerliche jüdische Offiziere in einer ihnen weitgehend fremden Welt unternahmen und die für viele oft erstmals zu Begegnungen mit Chassidim und Mitnagdim führten. „Was das ‚Flandernerlebnis‘ oder ‚Langemarck‘ für den Wandervogel bedeutete, wurde für die zionistische Jugend das ‚Ostjudenerlebnis‘.“ Gerade in diesen Begegnungen mit dem Ostjudentum aber sieht Mosche Unna einen gewichtigen Grund dafür, dass der Zionismus von einem nur theoretischen Konstrukt zu einer nach Praxis drängenden Bewegung werden konnte.

„Der jüdische Impuls wurde ausgelöst durch die Begegnung der jüdischen Soldaten im deutschen Heer mit dem Ostjudentum. Tief war der Eindruck, den die lebendige und vielseitige jüdische Wirklichkeit auf diese Menschen machte. Das jüdische Volk verwandelte sich aus einem inhaltslosen Begriff in einen lebendigen Organismus, in einen Faktor, der von ihrem Zionismus Wirklichkeitsnähe forderte.“

Für Unna bedeutete diese geforderte Wirklichkeitsnähe die Bereitschaft zur Alija, zur Auswanderung, und dieses Gebot habe nach dem Ersten Weltkrieg im Blau-Weiß großen Nachhall gefunden, er wurde der „Nährboden, aus dem die verstärkte zionistische Arbeit hervorwachsen konnte“.
Derweil scheint das Leben in den Gruppen in der Heimat, so die vielen Fahrtenberichte, weitgehend normal weitergegangen zu sein. Einziger Wermutstropfen: „Die Zahl unserer männlichen Führer wird immer kleiner“, wie es stellvertretend für viele ähnliche Klagen in einem Bericht aus Berlin hieß. Der Grund für diesen Mangel: Einberufungen oder auch Tod im Felde. Zumindest auf der Führungsebene wurde allerdings schon heftig um das richtige Verständnis des Zionismus gestritten – vorerst allerdings noch mit einem, der dem Blau-Weiß nicht angehörte, diesem aber lange schon kritisch gegenüberstand (siehe oben). In der Zeitschrift Der Jude veröffentlichte Gershom Scholem einen Artikel über die Jüdische Jugendbewegung, in dem er gleich im ersten Satz feststellte: „In den letzten Jahren und noch in dieser Stunde haben wir keine jüdische Jugendbewegung.“ Von „Verwirrung“ der Jugend ist die Rede und von einer „Sehnsucht“, aus der sich keine Bewegung gründen könne. Dem stellt er die Forderung nach „Ganzheit“ entgegen, was für ihn heißt, „uns als Ganzheit und in Ganzheit auf Zion hin zu bewegen“. Der sich zionistisch verstehenden Jugendbewegung hält er aber sogleich entgegen: „Man fordert nicht Zion, wenn man Berlin meint.“ Seine Forderung nach „Ganzheit der Hingabe“ versteht sich als Kritik am „Deutschjudentum“, das sich dem einzig wahren und ausschließlichen Bekenntnis zum Judentum verweigert, denn wer „hier und dort stehen will, in Berlin und in Zion“, der wisse nicht, wo er zu stehen habe – und eben dies ist sein an die jüdische Jugendbewegung gerichteter Vorwurf.
Im Juni 1917 erschien die erste Ausgabe der Führerzeitung des Blau-Weiß (siehe Quellen), und in ihr ein Artikel von Hans Oppenheim, der sich direkt mit Scholems Vorstellungen auseinandersetzte. Er wendet sich gegen den Vorwurf, „manchmal dieses Ziel, unser Zion, vergessen oder neben ihm andere Götter angebetet zu haben“. Oppenheim konstatiert ein Spannungsverhältnis zwischen Programmatik und Ziel, in dem sich eine Bewegung wie der Blau-Weiß erst entwickelt, und kommt zu dem Schluss: „In der Entwicklung einer Bewegung ist das Ziel offenbar das sekundäre und wird erst geschaffen durch eine gemeinsame Willensbildung.“ Dass Scholem dies verkenne, ein Ziel verabsolutiere und verschiedene Wege zu diesem hin verwerfe, ist „der große Fehler Scholems, die seiner Unkenntnis praktischer Arbeit entspringt“. Auch Scholems Diktum, eine jüdische Jugendbewegung, die nicht grundsätzlich hebräisiert sei, also nicht die hebräische Sprache in ihren Alltag integriert habe, sei undenkbar, kontert Oppenheim nach Arndt Kremer „pragmatisch. Hebräisch ist ein Mittel zum Zweck der jüdischen Nationalisierung, die Loslösung vom ‚Deutschjudentum‘ keine bloße Willensentscheidung, sondern ein langwieriger Prozess“. Und Oppenheim schließt: „Wer hier von Halbheit und Kompromissen spricht, der will uns nicht verstehen. Und wenn wir auch nicht die Brücken hinter uns abgebrochen haben, so haben wir das bisher deswegen unterlassen, nicht um uns den Weg zur Rückkehr offen zu lassen, sondern um uns den Nachschub zu sichern.“ Gleichwohl war nach Tramer diese Kontroverse mit Scholem, die in der 2. Ausgabe der Führerzeitung vom August 1917 mit einem weiteren Angriff Scholems auf die „amorphe Substanz“ des Judentums in der Arbeit des Blau-Weiss und einer Replik von Karl Glaser ihre Fortsetzung fand, „dazu angetan, den Prozess der immer eindeutigeren Zionisierung innerhalb des Blau-Weiss vorwärts zu treiben“. Dieser Prozess nahm allerdings erst nach dem Ende des Ersten Weltkriegs Fahrt auf.

## Die Zeit nach dem Ersten Weltkrieg
Im November 1918 endete der Erste Weltkrieg, und in diesem Monat erschien auch eine neue Ausgabe der Blau-Weiss-Blätter. Eine direkte Auseinandersetzung mit den aktuellen Ereignissen ist darin nicht zu finden, doch der neue Schriftleiter Ferdinand Ostertag, der die Schriftleitung zusammen mit Hans Oppenheim frisch übernommen hatte, schlug in seinem Leitartikel Töne an, die sich wie eine kritische Aufarbeitung der Verbandsgeschichte lesen. Ausgangspunkt für ihn ist ein gerade erschienener Sammelband aller Blau-Weiss-Blätter von 1913 bis 1917, der ihm zu einer „absonderlichen Lektüre“ verholfen und ihm den „Abstand zwischen erstrebtem Ideal und tatsächlich erreichter Wirklichkeit bewusst“ gemacht habe. Er stellte eine zur Komik mutierte „gewollte Natürlichkeit“ fest und kritisiert wie schon im Dezember 1917 – ohne ihn beim Namen zu nennen – den Makkabäerkult.

„Einen anderen ebenso komischen Eindruck macht die grosssprecherisch-kraftprotzende Männlichkeit, die man nicht wenig stolz zur Schau trägt und die sich zu wirklicher männlicher Tatkraft meist wie Karikatur zum Urbild zu verhalten pflegt. Man liebt starke Worte und spricht grosse Gedanken gelassen aus. Es werden Idealbilder vom echten Führer und Wanderer entworfen, die eine derartige Fülle edlen Tugenden aufweisen, dass man in dem Gedanken verzweifeln könnte, ob es je einen solchen Tugendausbund geben wird.“

Nach Meybohm galt „der Krieg […] auch für den Blau-Weiß als Zäsur“. Als ein Zeichen hierfür wertete Tramer, dass die Blau-Weiss-Blätter ab ihrer ersten Ausgabe des Jahres 1919 einen Teil in hebräischer Sprache enthielten und sich „in immer stärkerem Masse jüdischen, zionistischen und Palästinafragen“ widmeten. Vorausgegangen war dem schon 1918 die Gründung eines Ressort „Palästina-Arbeit“ innerhalb der Bundesleitung unter der Leitung von Walter Moses und dessen Plädoyer für eine Übersiedelung nach Palästina im Führerheft vom März 1918. Tramer und auch Unna sahen darin eine Art Nachhall auf die Balfour-Deklaration, die ja bislang in den Verbandspublikationen und in der Verbandspraxis keinen Niederschlag gefunden hatte. Mit dem Palästina-Ressort begann für Unna „eine systematische Arbeit: die berufliche und landwirtschaftliche Ausbildung wurde organisiert“. Sichtbarer Ausdruck davon wiederum war der Beginn der auf berufliche Umschichtung zielenden Hachschara-Arbeit des Blau-Weiß, in deren Folge um 1920 Bund-Mitglieder als Praktikantinnen und Praktikanten zum Beispiel bei der jüdischen Siedlungsgenossenschaft Halbe oder auf dem Markenhof eine landwirtschaftliche oder gärtnerische Berufsvorbereitung absolvierten. Aus dem Kreis dieser Absolventen folgten erste Aufbrüche einzelner Blau-Weiß-Mitglieder nach Palästina.
In veränderter Form kehrte trotz dieser praktischen Hinwendung zum Zionismus die von Scholem ausgelöste Debatte um den wahren Zionismus (siehe oben) in den Blau-Weiß zurück. Zum einen hatte sich 1918/1919 mit der der Agudath Israel nahestehenden Esra ein orthodox-jüdischer Jugendverband gegründet, der angesichts einer nur mühsam ausgesetzten Orthodoxie-Debatte auch für eine Minderheit der Blau-Weiß-Mitglieder attraktiv war; zum anderen gab es innerhalb des Verbandes säkulare und religiöse Zionisten. Deren Koexistenz beruhte darauf, dass sich Blau-Weiß zu einer betonten Neutralität in Weltanschauungsfragen bekannte. „Sie erleichterte den religiös Orientierten die Mitgliedschaft. Im Gegensatz hierzu verlangte der Hechaluz […] die politische und organisatorische Identifizierung seiner Mitglieder mit den sozialistischen Erez Israel Haowedet (‚das arbeitende Israel‘).“ Während aber für Tramer mit dem Verlauf des Bundestages 1918 in Berlichingen das Thema Orthodoxie erst einmal erledigt schien, begann für den religiösen Zionisten Unna mit diesem Bundestag „eine Entwicklung, welche die guten Beziehungen zwischen Religiösen und Nichtreligiösen zunehmend erschwerte“. Für diese von Unna konstatierte Erschwernis der Zusammenarbeit zwischen den zwei Richtungen innerhalb des Blau-Weiß dürfte der von Meybohm festgestellte und sich seit 1918 abzeichnende „Paradigmenwechsel“ des Bundes verantwortlich gewesen sein, der eine Abkehr von der „zionistischen Indoktrination“ eingeleitet und in der Forderung gegipfelt habe, den Zionismus vom Ballast historischer Bindungen zu befreien.

„Statt sich, wie in der frühen Phase der Bewegung an den von Buber formulierten Idealen der Jüdischen Renaissance zu orientieren, entwickelte sich ab 1920, besonders im Umkreis der Breslauer Aktiven, eine eigene Definition der Jüdischen Renaissance , die sich weniger im jüdischen Traditionen als an allgemeinem Bildungsbürgergut ausrichete.“

Bei Tramer steht dagegen die Konsolidierung des Verbandes in den ersten Nachkriegsjahren im Vordergrund. Der Generationenwechsel in der Führung sei weitgehend abgeschlossen worden, der Praktikantentag vom November 1920 habe der Bedeutung der praktischen Berufsvorbereitung für das Leben in Palästina mehr Gewicht verliehen und mit Martin Bandmanns Referat über Leben und Aufgaben eines Blau-Weiss-Bundes, gehalten auf der Führertagung an Weihnachten 1920 in Dresden, sei eine richtungsweisende Kraft freigesetzt worden, „die für die Entwicklung der nächsten Jahre bestimmend wurde“. Mit dem KJV wurde Anfang 1921 über eine Intensivierung der Zusammenarbeit verhandelt, die jedoch von sehr unterschiedlichen Interessen geprägt war, wie sich auf dem jährlichen Delegiertentag der ZVfD im September 1922 in Kassel zeigte. Überraschend kam es dann an Weihnachten 1922 doch noch zu einer Fusion der beiden Verbände, die jedoch nur von kurzer Dauer war. Sie hielt keine vier Wochen und wurde auf Betreiben der Blau-Weiss-Führung am 22. Januar 1923 wieder aufgehoben. Aufgrund der unterschiedlichen Interessenlagen der Protagonisten beider Seiten scheiterte für Hackeschmidt damit der „doppelte Versuch einer »feindlichen Übernahme«“, der kaum Chancen zu einer Verdoppelung der gemeinsamen Kräfte geboten habe.

## Der Prunner Bundestag von 1922
Meybohm sieht die Abkehr von der „zionistischen Indoktrination“ als Teil des Konflikts zwischen den Gründern des Blau-Weiß und den Führern der neuen Generation, der erstmals im September 1922 offen zu Tage getreten sei und sich in einer von Martin Bandmann vertretenen Position manifestiert habe.

„Unser Bund basiert auf einer Philosophie von Vitalität und präsentiert sich als eine Revolte gegen die Dominanz der Ideologie. Das Ideal unseres Bundes ist die reale Person im Gegensatz zur ideologischen Person. Unser Motto ist Primum vivere deinde philosophari – Erst das Leben, dann die Philosophie. Wahre Menschen wollen leben, ideologische Menschen wollen das Leben nur mit Bedingungen.“

Nach Meybohm bedeutete dies, ausgehend von den Breslauer Blau-Weiß-Aktiven, eine Neudefinition der Jüdischen Renaissance, die der Bundestag im August 1922 in Prunn dann zum Programm erhoben habe.
Während sich für Benno Cohn der Blau-Weiß auf dem Prunner Bundestag in einen „politischen Bund“ verwandelte, der die Transformation einer „Erziehungsgemeinschaft“ in eine „Werk- und Lebensgemeinschaft“ anstrebte, beginnt für Meybohm mit diesem Bundestag die Umwandlung des Blau-Weiß in eine zentralistische Organisation. Das dort verabschiedete Prunner Gesetz verlangte die Formierung des Bundes als Armee und sah vor, „dass die Bundesleitung die volle Verfügungsgewalt über die einzelnen Blau-Weißen erhielt. Jeder Blau-Weiße sollte sich je nach seinen finanziellen Möglichkeiten an der Gestaltung des Bundes beteiligen […]. Der Bundesleitung oblag die Entscheidung, ob ein Blau-Weißer einer Partei oder Organisation beitreten dürfe und wohin er seinen Wohnort verlegte. Sie erhielt somit diktatorische Vollmachten, die von der ZVfD als ‚faschistische Machtbündelei‘ bezeichnet wurden.“ Das Bild des Bundes als Armee aufgreifend, hatten bereits Gershom Scholem und seine Freunde diese Neuformierung des Blau-Weiß in einer in der Jüdischen Rundschau vom 8. Dezember 1922 abgedruckten Erklärung scharf kritisiert:

„Der Rauschstimmung des Blau-Weiß als Armee entspringt die Großsprecherei und politische Anmaßung seiner Soldaten und Generalstäbler, die man auch sonst vom Weltkrieg her bei Armeen kennt. Die hinter solcher Stimmung liegenden wirklichen Kräfte, die in vielen dieser verführten ›Soldatem‹ vorhanden sind, gilt es von der Fesselung durch die Armeehyprıose zu befreien. Eine Kraft, die nur in der Massensuggestion der Armee wach wird, könnte jederzeit mißbraucht werden vom ersten besten General, der über die Rechtmäßigkeit ihrer Richtung niemandem Rechenschaft schuldet. Ein Abgrund trennt einen Bund, der auf solche Kraft, statt auf Sein und Können jedes Einzelnen seine Hoffnung setzt, von dem Zionlsmus, aus dem die Gestalt des Chaluz hervorgewachsen ist.“

Mit der Neuformierung des Verbandes ging auch eine Absage an das alte Konzept der Blau-Weiss-Blätter einher, die seit 1919 nicht mehr erschienen waren und jetzt als Bundesblatt des Blau-Weiß als Verkündungsorgan der Bundesleitung wieder auferstanden. In einem Editorial schrieb die Redaktion über deren künftige Aufgabe: „Die Umformung des Bundes seit Prunn hat das Verlangen nach einer Zeitung des Bundes neu geweckt. Der neue Bund mit seiner strafferen Gliederung und seinem vergrößerten Aufgabenkreis braucht ein Organ, das die Anordnungen der Leitung an sichtbarerer Stelle als bisher den Einzelbünden übermittelt.“ Die Bundesleitung jener Jahre bildeten Walter Moses, Georg Strauß und Martin Bandmann; dem zehnköpfigen Bundesrat gehörten unter anderem auch Benno Cohn und Norbert Elias (er schied im Frühjahr 1923 aus) an.
Für Meybohm bedeutet die Post-Prunner Entwicklung eine Schwerpunktverlagerung: weg von dem Image eines Wanderbundes für Schüler und hin zu einem Bund junger Menschen in einer Berufsausbildung. Das war wohl auch zu sehen vor dem Hintergrund, dass immer mehr Bund-Mitglieder an den Vorbereitungskursen für eine Auswanderung teilnahmen oder bereits nach Palästina ausgewandert waren. Tramer, der sich auch vierzig Jahre später mit der in Prunn eingeleiteten Entwicklung einverstanden erklärte, machte gleichwohl darauf aufmerksam, „dass sich in Prunn und kurz nach Prunn viele Einzelne und sogar ganze Gruppen (der tschechische ‚Techelet Lavan‘) vom Blau-Weiss trennten“. Auch das Verhältnis zur ZVfD war weiterhin getrübt, die Bundesleitung erhoffte sich für 1923 eine „Rehabiltierung in der zionistischen Öffentlichkeit“.

## Das Praktikanten- und Siedlungswerk des Blau-Weiß

### Das Praktikantenwerk in Deutschland
Die von Meybohm konstatierte Hinwendung zu jungen Menschen in einer Berufsausbildung nahm ihren Anfang in der 1918 beginnenden Organisation der Praktikanten. Vor dem Hintergrund der Balfour-Erklärung sah Walter Moses die Übersiedlung nach Palästina in greifbare Nähe gerückt und erklärte in diesem Zusammenhang die Berufswahl zur entscheidendsten Frage. Dabei gab es für ihn allerdings nur eine Option: „Es gibt nur einen Beruf, der eine erträgliche Existenz gewährleisten kann, und das ist der Landwirt.“ Alle Blau-Weissen, die dem folgen und Landwirte werden wollten, sollten sich bei Moses melden, der zuvor schon von der Bundesleitung zum Leiter des neu gegründeten Ressorts Palästina-Arbeit ernannt worden war. Moses empfahl eine mindestens zweijährige Ausbildung auf einem mittelgroßen Bauernhof, vorrangig bei solchen, die Obstanbau oder Milchwirtschaft betrieben.
Das Praktikanten-Konzept des Blau-Weiß beruhte auf der Annahme, dass vorerst eine gemeinschaftliche Ausbildung in Gruppen nicht möglich sei und erst recht nicht eine Ausbildung in Palästina. Eine Ausbildung in Deutschland sei aber schon deshalb von Vorteil, weil durch sie „die Prüfung und Ausbildung ungeeigneter Elemente bereits vor der Uebersiedlung leichter und schmerzloser vorgenommen werden kann, und […] dann in Palästina die Akklimatisierung der die Landwirtschaft gewohnten Leute weit schneller und besser geschehen wird“. Moses definierte die Lehrzeit als Prüfung darüber, „ob die erwünschte Eignung auch wirklich vorhanden ist und sich bewährt“, doch dieser Prüfung scheinen sich anfangs nur wenige Jugendliche ausgesetzt zu haben. Ludwig Pinner (1890–1979), „der erste ausgebildete Agronom der noch jungen zionistischen Bewegung in Deutschland“, berichtete im Januar 1921 in der Jüdischen Rundschau von einer Statistik aus dem Herbst 1920. Zu diesem Zeitpunkt hätten sich 268 Jugendliche in einer landwirtschaftlichen Ausbildung befunden. „Davon waren 79 Mädchen, die zu vier Fünftel in der Gärtnerei tätig waren. Von den 189 männlichen Praktikanten waren 64 Ostjuden, 97 Blau-Weiße und 21 dem Blau-Weiß nicht angehörige deutsche Juden.“
Zwischen Moses’ Artikel vom März 1918 und der Statistik aus dem Herbst 1920 lag Anfang des Jahres 1920 die Eröffnung zweier Lehrgüter, die das Praktikanten-Konzept zugunsten einer gemeinschaftlichen Ausbildung in der Landwirtschaft erweiterten: das Lehrgut in Halbe und der Markenhof. Obwohl beide Einrichtungen stark von Blau-Weissen für ihre Ausbildung genutzt wurden, standen sie nach Bergbauer aber im Widerspruch zur vorherrschenden Auffassung im Blau-Weiß. Für dessen „Praktikant*innen in Deutschland stand die Idee des Einzel-Bauern oder einer privaten Genossenschaft im Vordergrund, während für die Chaluzim nur der Kibbuz und ein sozialistisches Leben denkbar war“. Eben deshalb hätten auch bis 1922 die Praktikantinnen und Praktikanten des Blau-Weiß eine Mitgliedschaft im Hechaluz abgelehnt.
In Deutschland scheint die Praktikanten-Ausbildung zumindest für den Blau-Weiß derweil stagniert zu haben. Während nach einer von Bergbauer zitierten Statistik vom September 1922 im ersten Halbjahr 1922 346 Jugendliche für eine Hachschara-Ausbildung gemeldet waren (gegenüber den 268 im Jahre 1920, siehe oben), sank die Zahl der Blau-Weiss-Mitglieder unter ihnen von 97 auf 80. Im Dezember 1922 fand zudem die Gründung des deutschen Hechaluz statt, zu dem der Blau-Weiß „immer in einer kritischen Distanz“ stand, obwohl seine Praktikantinnen und Praktikanten nun auch dort Mitglied wurden.
Die Forcierung der Berufsausbildung setzte sich fort mit dem 1923 eingerichteten Ressort zur Berufsgliederung innerhalb des Blau-Weiß. Danach war jedes Blau-Weiß-Mitglied, das im Beruf stand oder einen erlernte, verpflichtet, sich bis zum 1. April 1923 in eine der folgenden Gruppen einzureihen:
 1. Landwirtschaftliche Praktikantenschaft
 2. Technische Praktikantenschaft (Handwerker, Techniker und Ingenieure)
 3. Kaufmannsgruppe einschließlich Nationalökonomen und Juristen
 4. Lehrergruppe
 5. Medizinergruppe einschließlich der Zahn- und Tiermediziner.
Dahinter steckte die Überlegung, dass der Beruf „für den Blau-Weiß aus dem Aufgaben- und Lebensbereich nicht herausfallen [kann], da es für ihn eine Berufsergreifung nach rein subjektiven Momenten nicht gibt, sondern Richtmaß der Entscheidung die Notwendigkeiten des Aufbaus Palästinas sind. […] Erziehung zum Palästinaberuf“ war das Gebot der Stunde und wurde mit curriculumartigen Vorgaben in das Gruppenleben integriert.
Parallel zur Forcierung der inländischen Berufsvorbereitung fanden die ersten Versuche von Blau-Weiß-Mitgliedern statt, in Palästina selbst Fuß zu fassen. So reisten im Oktober 1920 Gurit Kadman (damals noch Gertrud Kaufmann), ihr Mann Leo und ihre gemeinsame Lebenspartnerin Shulamit Epstein nach Palästina ein. „Zusammen mit der Blau Weiss-Gruppe, mit der sie aus Deutschland angereist waren“, gründeten sie den Kibbuz Chefziba, der vorläufig noch in Chadera ansässig war, bevor er das zugeteilte Land in der Jesreelebene besiedeln konnte. Da Leo Kaufmann Ende der 1920er Jahre zum Direktor der neu gegründeten Wohnungsbauabteilung der Histadrut ernannt wurde, verließ die Familie Kaufmann-Epstein den Kibbuz und zog in ein gemeinsames Haus in Tel Aviv.
Aus einer Blau-Weiß-Gruppe hervorgegangen ist auch das Lehrgut Betzenrod, das später auf dem Gehringshof fortbestand. Dessen Gründer stammten aus der Blau-Weiß-Gruppe in Frankfurt am Main und verstanden sich in der Nachfolge von Nehemia Anton Nobel als religiöse Zionisten. Während einer Sitzung am 9. September 1922 „trat die Mehrheit der Frankfurter Blau-Weiß-Führer unter Führung von Ernst Simon und Nahum Glatzer aus dem Bund in seiner »Prunner« Form aus“. 1923 gehörte Simon und andere Frankfurter Blau-Weisse zu den Gründern des Lehrguts, dessen Initiatoren sich aber nun der Misrachi-Bewegung annäherten.

### Vom Kibbuz Beit Alfa zur Kwuza Zwi
Meybohm listet drei Siedlungsversuche des Blau-Weiß in Palästina auf und trennt dabei zwischen dem Kibbuz Beit Alfa und der Kwuza Zwi. Tatsächlich aber begann die Geschichte der Kwuza Zwi mit einer Praktikanntenausbildung in einem jüdischen Siedlungsprojekt im brandenburgischen Ort Halbe und führte über die Kibbuzim Gewa und Beit Alfa, wie die Berichte der Zeitzeugen Schlomo Ettlinger und Siegfried Hirsch belegen. Schlomo Ettlinger (* 1898 in Karlsruhe; † 1966 in Herzlia), Sohn eines Eisen- und Metallgroßhändlers, begann 1919 eine Ausbildung auf dem Markenhof. Ein Jahr später wechselte er an die Höhere Gärtnerlehranstalt in Berlin-Dahlem und danach, Anfang 1921 zum Lehrgut Halbe. Dort formte sich eine Gruppe Jugendlicher, die später den Kern der Kwuza Zwi bildeten, wobei ein Teil der Gruppe sich bereits vom gemeinsamen Studium in Berlin her kannte.
Ettlinger ging im Sommer 1921 nach Palästina. Er nahm verschiedene Arbeiten an, bevor er sich einer aus Halbe nachgekommenen Gruppe und einigen anderen Blau-Weissen anschloss, die zusammen mit Mitgliedern des Hashomer Hatzair nach Gewa gingen. In Gewa stieß 1922 auch der Agronom Siegfried Hirsch zu der Gruppe, der die Entwicklung von Gewa über Beit Alfa zur Kwuza Zwi etwas ausführlicher darstellt als Schlomo Ettlinger. Hirschs Zugehörigkeit zum Blau-Weiß ist ungeklärt, er selber berichtet aus der Sicht eines KJV-Mitglieds.
In einem Artikel in der Jüdischen Rundschau vom Juli 1922 wird die Gründung der Kwuza Zwi eng verbunden mit der Jüdischen Besiedlung der Jesreelebene im Rahmen des Nuris-Projekts des Jüdischen Nationalfonds (JNF). Dort heißt es über die Gruppe, die die Kwuza gründete, sie habe nur aus 12 Personen bestanden, „die bereits zwei bis vier Jahre sich landwirtschaftlich und handwerklich ausgebildet und drüben zwei Jahre lang als Tagelöhner bei Kolonisten in Petach Tikwah und in Chederah landwirtschaftlich gearbeitet hätten“. Als ihre Mitglieder werden genannt:
- aus Berlin: Dr. Max Hirsch, Georg Brumm, Arthur Israelowitsch, Hendrik Kelin, Werner Rosolio, Dora Rosolio und Karl Steinschneider;
- aus Nürnberg: Ernst Davidsohn;
- aus München: Leo Cohn und Jossel Nußbaum.[90]

Über Max Hirsch, der in dem Artikel offenbar als der Leiter der Gruppe angesehen wurde, heißt es bei Joseph Walk: „Hirsch, Max, Dr., geb. 1895, gest. 1945 Israel, Nationalökonom, Mitbegr. des ‚Blau-Weiß‘; Grd. der ersten Chaluzbewegung in Deutschl., Grd. des Hachscharazentrums in Eberswalde; 1921 Ausw. nach Pal.; Mitgrd. .Kwuzat Zwi.“:S. 155 Inwieweit hier ein Zusammenhang bestand zu dem landwirtschaftlichen Gut der Kupfer- und Messingwerke Hirsch oder dem schon erwähnten Siegfried Hirsch, ließ sich nicht ermitteln.
Joseph Walk erwähnt noch einen weiteren Mitbegründer der Kwuza, der in dem Rundschau-Artikel nicht erwähnt wird: Hans Sternberg (* 1898 in Berlin; † 1974 in Israel). Er sei 1920 nach Palästina ausgewandert und Mitglied der Kwuza Zwi und des Kibbuz Beit Alfa geworden. Da Sternberg aber bereits 1921 wieder nach Deutschland zurückgekehrt sei, um Agrarwissenschaften zu studieren, kann er nach den zuvor referierten Fakten allenfalls Mitglied der Vorgruppe gewesen sein, die sich auf die Gründung der Siedlung vorbereitet hatte. Nach Walk war Sternberg Gründer und Leiter des „Hachschara-Zentrums Georgstal“, dessen Existenz nicht verifiziert werden konnte, und beaufsichtigte ab 1928 Hachscharastellen in Deutschland und Lettland. 1936 emigrierte er nach Palästina und sei 1940/41 Mitbegründer des „Kibbuz Maajan Zwi“.:S. 355 Bei Walk nicht erwähnt ist seine Leitungsfunktion in der Landwirtschaftlichen Siedlungsgesellschaft (siehe unten).
Gewa war für die Gruppe – einschließlich derer vom Hashomer Hatzair – Ausgangspunkt für die Besiedelung von Beit Alfa. Dazu mussten sie auf dem dazu vorgesehenen Gelände Drainagen verlegen, um die dortigen Sümpfe trocken zu legen. Viele von ihnen – Ettlinger spricht von 50 bis 60 % – erkrankten an Malaria. Sie lebten in Zelten, brachten sich handwerkliche Fähigkeiten bei und legten einen Eukalyptushain an. Die erste errichtete Baracke wurde für das aus der Gruppe hervorgegangene Elternpaar gebaut.
Ettlinger spricht von einem freundlichen Verhältnis zu den Mitgliedern des Hashomer Hatzair, betonte aber, dass die Blau-Weissen ein eigenes Siedlungsprojekt anstrebten und dafür auf weiteren Nachzug aus Deutschland hofften. Meybohm meint, dass diese Trennung von dem Hashomer-Projekt Beit Alfa erfolgt sei, weil es den tief im deutschen Bürgertum verwurzelten Blau-Weissen nicht möglich gewesen sei, „sich in eine Gemeinschaftssiedlung von vornehmlich osteuropäischen Juden, mit denen sie sich aufgrund von Sprachunterschieden womöglich nicht verständigen konnten“ einzugliedern.
Beraten von Levi Eschkol und Avraham Harzfeld (1888–1973), dem Mitbegründer der Histadrut, ließ sich die Blau-Weiß-Gruppe in der Nähe von Haifa in einem halbfertigen arabischen Haus nieder. „Wir hatten eine kleine Wirtschaft, ohne Boden, ohne Wasser und ohne Geld. […] Immerhin hatten wir zwei Pferde […] und einen Esel namens Fraenkel.“ Ihren Lebensunterhalt verdiente sich die Gruppe durch Lohnarbeit, so in einem nahen Zementwerk und mit Pferdewagentransporten. Wenige Kilometer entfernt bekamen sie dann ein eigenes Stück Land zugewiesen, zunächst gegen heftigen Widerstand benachbarter Araber. Auch die Malaria machte ihnen weiter zu schaffen.
Die ZVfD weigerte sich, dieses Siedlungsprojekt finanziell zu unterstützen, und so konnte auch eine den in Deutschland lebenden Blau-Weiß-Mitgliedern auferlegte Abgabe von 11 % ihres Einkommens das Projekt nicht mehr retten. Bei Ettlinger heißt es dazu: „Wir ernaehrten uns mehr schlecht als recht und unsere Bemuehungen nach Verstaerkung aus dem Blau-Weiss blieben erfolglos. Das voellig unzureichende Budget, der Mangel an Wasser […], das Fehlen von neuen Arbeitskräften, all dies fuehrte dazu, dass die Kwuzah sich nicht halten konnte und im Herbst 1924 ihre Aufloesung beschloss.“ In den Blau-Weiss-Blättern haben weder Beit Alfa noch die Kwuza Zwi größere Erwähnung gefunden. Lediglich ein im September 1925 veröffentlichtes Referat vom Dezember 1924 stellte fest, dass die „Probleme, die sich beim Scheitern der Kwuzah Zwi und später im Konflikt mit der Histadrut zeigten, […] weniger alle Gegensätze der Meinungen klar aufgezeigt, als Grund gegeben [hätten], tiefer über sie nachzudenken“. Der hier erwähnte Konflikt mit der Histadrut verweist auf ein weiteres gescheitertes Siedlungsprojekt des Blau-Weiss in Palästina, die Blau-Weiß-Werkstätten.

### Das Karlsruher Siedlung-Projekt
Eine eigene Siedlung des Blau-Weiß in Palästina war nach Meier-Cronemeyer nach Prunn ein regelmäßiges Thema, ohne dass dazu genaue Vorstellungen vorgelegen hätten. Primär sei es darum gegangen, in Palästina wirtschaftliche stark zu werden, um den Blau-Weiß dort zu einer Macht zu entwickeln. Hinter diesem Gedanken steckte die Vorstellung, dass Palästina nicht alleine durch sozialistisch organisierte Arbeiter kolonisiert werden könne, weswegen es einer eigenen Blau-Weiß-Kolonie bedürfe, die dem ein anderes Modell entgegensetze. Der Blau-Weiß-Führung schien „der sozialistische Proletarierkult in Palästina als wirtschaftspolitische Ideologie und gesellschaftspolitisch verordnetes Lebensgefühl […] weder tauglich noch erstrebenswert für die jüdische Jugend in Deutschland zu sein“.
Um das Projekt voranzubringen, wurde auf die Pläne des sogenannten Karlsruher Kreises um Hans Simon zurückgegriffen, eines „Diplom-Ingenieurs und Blau-Weiß-Führers“. Für dieses Projekt hatte 1923 der Architekt Alexander Baerwald ein 23-seitiges Konzept vorgelegt, das handwerkliche Werkstätten und eine landwirtschaftliche Siedlungsgesellschaft vorsah.
Im Mai 1923 erschien in den Blau-Weiss-Blättern unter der Rubrik Kolonie eine „Mitteilung des Karlsruher Kreises“ und darunter ein Spendenaufruf der „Mädchen des Karlsruher Kreises“. Aus beidem ergibt sich, dass sich „die erste Zelle der Blau-Weiß-Kolonie, die Karlsruher Siedlung, […] sich für die Übersiedlung nach Palästina“ vorbereitete und um Geld- und Sachspenden bat. Die beiden kurzen Texte legen nahe, dass es sich nicht um die Vorbereitung für eine landwirtschaftliche Kolonie handelte, sondern – erstmals – um eine Handwerker-Kolonie. Dies entsprach insofern der Realität, als für den landwirtschaftlichen Teil des Projekts vorerst noch kein Land in Palästina zur Verfügung stand.

#### Die Blau-Weiß-Werkstätten

##### Die Gründungsphase
Am 15. Februar 1924 wurden in Tel Aviv die Blau-Weiß-Werkstätten (Cooperative Blau-Weiss-Works LTD.) „als Keimzelle der zukünftigen Siedlung“ eröffnet. Deren Leitung lag in den Händen des schon erwähnten Hans Simon; sie umfassten in gemieteten Ladenlokalen eine Schlosserei und eine Tischlerei. Trotz der die späteren Auseinandersetzungen geradezu präjudizierenden antisozialistischen Grundeinstellung seien die Werkstätten gut angelaufen. Im September 1924 hätten 16 Blau-Weisse für die Werkstätten gearbeitet und weitere 13 bis 14 seien bereits aus Deutschland „angefordert worden, darunter drei Tischler, fünf Elektrotechniker und zwei Schlosser“. Sie fertigten „zum Beispiel die Büromöbel des Bürgermeisters von Tel Aviv, Meir Dizzengoff, […] und verlegten die Kanalisation der Hebräischen Universität in Jerusalem“, weshalb sich für Hackeschmidt das hinter den Werkstätten stehende Konzept, „mit gut ausgebildeten Handwerkern einen flexiblen Dienstleistungsbetrieb aufzuziehen“, als erfolgversprechender Vorstoß in eine Marktlücke erwiesen hat.
In dem Bericht über die Tätigkeit der Blau-Weiß-Werkstätten aus der Mitte des Jahres 1924 wird ebenfalls die erfolgreiche Arbeit der Werkstätten hervorgehoben und auf die vielen bereits erledigten oder noch auszuführenden Arbeiten verwiesen. Betont wurde aber zugleich, „daß einerseits aber bei der gegebenen Beschränkung an Menschen und Materialien zunächst nur in ganz kleinem Stile gearbeitet werden konnte“. Das führte einerseits dazu, dass „die vorhandenen Arbeitskräfte bis zum äußersten ausgenützt werden“ mussten, und andererseits Hilfsarbeiter eingestellt wurden. Zugleich wurden neue Mitarbeiter aus Deutschland angefordert und „die Möglichkeiten für die Vergrößerung eines Betriebskapitals untersucht“. Letzteres scheint der Hauptgrund für diesen Bericht gewesen zu sein, der durchgängig die fehlende Kapitalausstattung der Werkstätten zum Thema hatte, wobei unklar bleibt, wer dessen Adressat war. In dem Zusammenhang wird auch auf eine Reise des Werkstattleiters im Mai 1924 nach Deutschland verwiesen, bei der dieser sich wenig erfolgreich um „eine Erweiterung der finanziellen Basis“ bemüht habe.
Die Werkstätten hatten zu diesem Zeitpunkt – Mitte 1924 – 25 Mitarbeiterinnen und Mitarbeiter: 2 Diplom-Ingenieure (deren Fachrichtung nicht genannt wurde), 10 Elektrotechniker inklusive eines Obermonteurs, 4 Montageschlosser, 4 Tischler (einschließlich eines Meisters), 1 Feinmechaniker, 1 Maurer und 3 „Mädchen für die Hauswirtschaft“. Der Bericht attestierte den Werkstätten, dass sie „zu den angesehensten Unternehmungen dieser Art im Lande“ gehören, und betonte, dass eine noch erfolgreichere Entwicklung möglich gewesen wäre, „wenn der Werkstattleitung die Mittel zur Verfügung gestanden hätten, die jedes gleichartige europäische Unternehmen besitzt“. Er schließt mit dem Verweis auf 2000 £, die notwendig wären, um eine „fruchtbare Entfaltung“ zu ermöglichen.
Ob die Werkstätten diese finanziellen Mittel zur Verfügung gestellt bekamen, ist nicht bekannt. Entspannung zeichnete sich aber beim Personal ab. Im März 1925 kamen weitere 60 Blau-Weisse aus Deutschland, um sich in Tel Aviv den Werkstätten anzuschließen, und am 22. Mai 1925 fand in der damaligen Tel Aviver Vorstadt Nordia auf einem vom Keren Kayemeth LeIsrael, dem Jüdischen Nationalfonds, zur Verfügung gestellten Gelände die Grundsteinlegung für ein Haus der Blau-Weiß-Werkstätten statt. Das Gebäude mit einer Straßenfront von 180 Meter Länge war von dem aus Deutschland stammenden Architekten Fritz Kornberg (1889–1944) entworfen worden. Ende Mai 1925 eröffneten die Werkstätten, die zuvor schon Arbeiten in Jerusalem ausgeführt hatten, dort ein Ingenieurbüro. Dieses sollte Arbeiten projektieren, die dann von den Werkstätten ausgeführt werden sollten. Verbunden mit dem Büro war ein Ausstellungsraum, in dem zu verkaufende Maschinen und Materialien ebenso ausgestellt wurden wie Erzeugnisse der Werkstätten selber. Diese Expansion hing wahrscheinlich mit dem Einstieg von Arthur Nathan zusammen, über den die Jüdische Rundschau Anfang Juni 1925 berichtete. Nathan wurde in der Meldung als ehemaliges Vorstandsmitglied der Frankfurter Metallgesellschaft und Direktor einer Welthandelsorganisation des Hanielkonzerns vorgestellt, der nach einer Kapitalerhöhung der Werkstätten auf 20000 £ Vorsitzender des Aufsichtsrats geworden sei. Zugrunde lag dem ein vom 12. Mai 1925 datierter Shareübernahme-Vertrag der Blau-Weiss-Works mit Herrn Nathan in Verbindung mit einem Interessengemeinschafts-Vertrag, der die Zusammenarbeit zwischen den Werkstätten und Nathan formell besiegelte. Das Vertragswerk sah vor, dass Nathan an ihn herangetragene Handelsgeschäfte mit Eisen, aus Eisen hergestellten Erzeugnissen, Holz und Industriebedarfsartikeln jeglicher Art den Werkstätten zur Ausführung zuführt, die dafür eine eigene Handelsabteilung aufbauen wollten.

##### Der Konflikt mit der Histadrut
Zum Zeitpunkt dieser Erfolg verheißender Meldungen befanden sich die Werkstätten bereits in schwierigen Auseinandersetzungen mit ihrer jüdischen Umgebung in Palästina, die auch auf die zionistische Bewegung in Deutschland rückwirkten. Unter der Überschrift Zwischenfall in den Blau-Weiß-Werkstätten in Jerusalem berichtete die Jüdische Rundschau bereits am 12. Dezember 1924 ausführlich über Auseinandersetzungen zwischen den Werkstätten und von ihr angestellten Arbeitern bei Arbeiten an der Jerusalemer St. George’s Cathedral. Der Auftrag selber war sehr prestigeträchtig für die Werkstätten, wie diese bereits im oben zitierten Bericht von Mitte 1924 ausgeführt hatten. Er erschien ihnen im Besonderen „geeignet, den Ruf der Werkstätt zu erweitern und zu befestigen“, und ein paar Seiten weiter hieß es dazu gar, er sei der bisher größte Erfolg der Werkstätten, „da es hier zum ersten Male gelungen ist, von jüdischer Seite aus in eine christliche Interessengruppe einzudringen, die sonst als vollkommen abgeschlossen für jüdische Betätigung galt. Durch besonders energischen Einsatz unserer Kräfte gelang es uns hier, sämtliche angesetzten Termin zu unterschreiten und die volle Anerkennung der Auftraggeber zu erringen.“
Die Werkstätten hatten für die Jerusalemer Arbeiten fünf Arbeiter eingestellt, die nicht der Cooperative angehörten. Die Arbeiter wurden unterschiedlich entlohnt und zu unbezahlten Überstunden gedrängt. Als die Geschäftsleitung darauf bestand, dass die Arbeiter am Tag vor Jom Kippur ganztags arbeiten sollten, obwohl es üblich war, an diesem Tag bei voller Bezahlung nur bis 12 Uhr mittags zu arbeiten, eskalierte die Situation und wurde noch schlimmer, als die Cooperative ankündigte, den halben Tag nicht bezahlen zu wollen und in Aussicht stellte, es müsse eventuell auch am Sabbat gearbeitet werden. Als dann noch einem Arbeiter wegen mangelndem Verantwortungsgefühl und Kontakten zur Histadrut gekündigt wurde, erklärten sich die anderen Arbeiter mit ihrem Kollegen solidarisch und brachten den Fall vor den Jerusalemer Arbeiterrat. Der gab den Arbeitern Recht, forderte deren Wiedereinstellung und war zunächst mit der Weigerung der Werkstätten konfrontiert. Erst eine Streikdrohung brachte diese zum Einlenken, doch danach traten alle Angehörigen der Werkstätten aus der Hisatdrut aus. In dem Artikel in der Jüdischen Rundschau heißt es, die Verhandlungen vor dem Arbeiterrat „haben ein Bild von den Unterschieden in der Ideenwelt der beiden Beteiligten [ergeben], der Werkstätten auf der einen und der Arbeiter auf der anderen Seite“. Angemerkt wurde zudem, als Kritik an den Werkstätten gemeint, „daß die Sitzungen durchweg auf deutsch geführt werden mußten“.
Während der Korrespondent der Jüdischen Rundschau für seine Schilderung des zuvor referierten Konfliktverlaufs für sich in Anspruch nimmt, „ganz objektiv lediglich die Tatsachen“ beachtet zu haben, nimmt Hackeschmidt, gestützt vor allem auf ein Rundschreiben der Blau-Weiß-Bundesleitung, Partei für die Werkstätten und unterstellt ein Komplott der Histadrut gegen sie. „Die »Histadrut« suchte und fand einen Vorwand, um mit den Blau-Weiß-Werkstätten, die sich beharrlich und reichlich blauäugig einer Zusammenarbeit mit der sozialistischen Gewerkschaft widersetzt hatten, eine politische Kraftprobe auszutragen, die, so kann man unterstellen, wohl Signalwirkung für ähnliche nichtsozialistische Genossenschaften in Tel Aviv haben sollte.“ Aus dieser Sicht ist es dann auch nicht verwunderlich, dass er dem von den Werkstätten gekündigten Arbeiter – ohne Belege für seine These – bescheinigt, „eine Art Agent provocateur der »Histadrut« gewesen zu sein“. Allerdings zitiert auch Meier-Cronemeyer eine Stimme aus dem Hechaluz, der zur Folge sehr wohl der „Klassenkampf-Charakter dieser Angelegenheit“ betont und das Geschäftsgebaren der Werkstätten kritisiert wurde, weil es dem Ziel zuwiderlaufe, „eine Chevrat Haovdim (eine Gesellschaft der Arbeiter), auf[zu]bauen, die eine wahrhafte Gewähr für die Einrichtung eines sozialistischen Palästinas bietet“.
Meybohm wiederum beurteilte den Konflikt vor dem Hintergrund des schon beschriebenen Versuchs des Blau-Weiß, sich mit der Gründung der Kwuza Zwi eine rein deutsche Siedlung zu schaffen. Sie sieht auch jetzt im Falle der Werkstätten wieder die Tendenz des Blau-Weiß, „isoliert von der jüdischen Gemeinschaft in Palästina“ bleiben zu wollen, und seine eigene Isolierung von der jüdischen Arbeiterschaft zu forcieren, was aber vonseiten „der jüdischen Gesellschaft Palästinas abgelehnt wurde“. Nach Meybohm lässt sich dies alles, auch der Versuch, eine deutschsprachige Insel bilden zu wollen, auf eine Weisung von Walter Moses und der Bundesleitung des Blau-Weiß zurückführen, was unweigerlich zum Konflikt mit der Histadrut führen musste, unter deren Aufsicht jegliche Arbeit in Palästina gestanden habe, und die „eine Art ‚sozialistisches Commonwealth‘ in Palästina zu verwirklichen versuchte“.

##### Die Rezeption des Konflikts in Deutschland
Vom 28. bis 30. Dezember 1924 fand im Wiesbadener Kurhaus der 20. Delegiertentag der ZVfD statt. Der Konflikt um die Blau-Weiß-Werkstätten nahm hier breiten Raum ein und wurde – ohne Blau-Weiß oder die Werkstätten beim Namen zu nennen – bereits in einem verlesenen Brief von Felix Rosenblüth angesprochen, der sich zu dieser Zeit in Palästina aufhielt. Rosenblüth sprach die mangelnde geistige Vorbereitung auf Palästina an und die fehlenden Kenntnisse der hebräischen Sprache, denn:

„Wer hebräisch nicht versteht, ist nicht nur im Beruf gehemmt […], er ist nicht nur geistig und gesellschaftlich isoliert, sondern er ist auch politisch lahmgelegt und das ist für ihn umso peinlicher ein je aktiver Zionist er in Deutschland war. Mangel an Verständnis der jüdischen Psyche und ihrer Tendenzen in ihrer wichtigsten Manifestation, dem Ostjudentum, ist, wie die Erfahrung gelehrt hat, ein besonders empfindlicher Defekt in der zionistischen Konstitution mancher deutscher Juden, der, besonders bei der Jugend, entscheidender Korrektur bedarf. Es ist meine Überzeugung, daß durch gründliche Vorbereitung auf die geistige und soziale Struktur des Jischuw eine brüderliche Annäherung deutscher und nichtdeutscher Juden in erez-Israel vorbereitet werden muß. […] Die Zusammenfassung von Chaluzim in handwerklichen oder landwirtschaftlichen Gruppen, für deren äußere Zusammensetzung die gemeinsame Herkunft ein bestimmender Faktor ist, erscheint mir nur dann unbedenklich, wenn die äußere Begrenzung keinen inneren Abschluß bedeutet.“

In der Diskussion, in der auch noch auf andere Referate eingegangen wurde, ergriff der Berliner Werner Bloch Partei für die Werkstätten – und gegen Felix Rosenblüth. Er behauptete zunächst, dass die ostjüdische Jugend durchweg sozialistisch orientiert sei und ausschließlich einen sozialistischen Aufbau in Palästina anstrebe. Sich diesem Diktum als westeuropäischer Jude zu unterwerfen, lehnte er ab und sah die größte Aufgabe des deutschen Zionismus darin, „zu verhindern, daß unsere Leute sich in den verschiedenen sozialistischen Parteien verlieren“. Direkt auf den Konflikt um die Blau-Weiß-Werkstätten eingehend, warnte er davor, „die Blau-Weißen in Palästina in die Opposition zu drängen“. Der deutsche Zionismus müsse sich hintere deren Werk stellen und hinter deren Recht, als gemeinsame Gruppe nach Palästina zu gehen. „Es ist falsch von ihnen zu verlangen, daß sie sich zerstreuen.“
Die Gegenposition wurde von Fritz Löwenstein vertreten. Er sah die Ursachen des Konflikts zwischen den Werkstätten und der Histadrut darin, „dass die Juden aus Deutschland infolge ihrer mangelnden Kenntnis des Hebräischen keinen Anteil am tatsächlichen Leben haben. Die Führung der Karlsruher Siedlung ist eine rein technische und den nationalen Anforderungen, die an sie zu erheben sind, nicht gewachsen. Die Siedlung arbeitet nur in einem rein deutschen Milieu. Unsere Leute in Palästina sind weit abhängiger von den Weisungen aus Berlin als von den Einflüssen des Landes. […] Es handelt sich gar nicht um den Gegensatz zwischen dem ‚reinen Zionismus‘ des Blau-Weiß und dem Sozialismus, sondern um ein Versagen gegenüber nationalen Forderungen. Der bürgerliche deutsche Zionismus hat für manche Fragen der palästinensischen Arbeiterschaft mehr Verständnis als der Blau-Weiß.“
Nach Löwensteins Beitrag schlug Versammlungsleiter Alfred Landsberg vor, Felix Rosenblüth „für seine Unterstützung der deutschen zionistischen Arbeit in Palästina und für sein Schreiben“ zu danken, was von der Versammlung mit lebhaftem Beifall angenommen worden sei. Dies kam einer Rüge der Blau-Weiß-Führung und deren Unterstützung des Verhaltens der Werkstätten in Tel Aviv gleich und verdeutlicht die Kluft, die inzwischen zwischen ZVfD und dem Bund bestand. Aus dessen Sicht schrieb Walter Moses im September 1925 in der letzten Nummer der Blau-Weiss-Blätter: „Der deutsche Zionismus hat unsere Idee nie begriffen.“

##### Das Ende der Werkstätten
Auf dem Blau-Weiß-Jubiläumstreffen 1962 in Naharija berichtete Herbert Karliner, der zu den 60 Neuankömmlingen vom März 1925 gehörte, eher beiläufig vom Ende der Werkstätten.

„Zu unserer groessten Ueberraschung teilten uns eines Tages unsere Chawerim, die die Buchhaltuııg uebernommen hatterı, mit, dass in den Buechern die Einahmeseite mit der Ausgabenseite nicht übereinstimmte. Eine Tatsache, die man heute vielleicht mit etwas mehr Ruhe tragen wuerde. Aber die Situation erschien damals derart tragisch und unloesbar, dass man uns mitteilte, dass wir binnen eines Monats alles aufloessen muessten. Es gaebe nicht mehr genug Geld, um uns zu ernaehren, denn es haette sich herausgestellt, dass wir an den grossen Arbeiten zugelegt haetten.“

Das Zitat verdeutlicht, dass die ehemaligen Blau-Weissen auch nach Jahrzehnten noch nicht bereit waren, das Bild von der heilen Blau-Weiss-Welt in Frage zu stellen, denn zum Scheitern der Werkstätten trug nicht nur ein momentaner finanzieller Engpass bei. Dass die Werkstätten bei Aufträgen draufgelegt hatten, sollte offenbar verschleiert werden, denn eine zum 31. März 1925 vorgelegte Bilanz wies noch einen kleinen Gewinn aus und musste kurz danach revidiert werden. Grund für die finanzielle Schieflage war nach Hackeschmidt, dass Großkunden der Werkstätten mit ihren Zahlungen in Verzug blieben, und Meybohm berichtet von einem Auftragsrückgang in der Folge der Auseinandersetzungen mit der Histadrut.
Zu den finanziellen Problemen kamen innerbetriebliche Spannungen hinzu. Nach Hackeschmidt hätte sich Werkstattleiter Simon gegenüber den Mitgliedern der im März 1925 angekommenen Blau-Weissen feindselig verhalten, so dass sich bald „zwei zunehmend unversöhnliche Gruppen in den Werkstätten um die Leitung gestritten“ hätten. Meier-Cronemeyer bemerkte zum Hintergrund dieses innerbetrieblichen Konflikts, dass nicht alle der im März 1925 aus Deutschland nachgekommenen Chawerim „mit der Präzision und Perfektion arbeiteten, die sich für Blau-Weiße eigentlich verstand“. Hackeschmidt wiederum zitiert aus 1983 geführten Interviews mit ehemaligen Werkstätten-Mitarbeitern, in denen von unschönen Intrigen der Simon-Clique, abgefangenen Privatbriefen, einem Spitzelsystem und einem insgesamt blamablen Kapitel die Rede gewesen sei. An dieser verfahrenen Situation hätten auch die beiden aus Deutschland angereisten Bundesführer Martin Bandmann und Benno Cohn nichts mehr ändern können, und Hackeschmidt vermutet, dass diese inneren Konflikte und Kontroversen „unter den »bündisch« inspirierten jugendlichen Idealisten doppelt gewogen haben mögen“. Meier-Cronemeyer ging gar davon aus, dass es letztlich die seit Prunn verfolgte Politik des Blau-Weiß gewesen sei, die für das Scheitern der Werkstätten verantwortlich gewesen sei, und dies sei somit ein Scheitern an der sich selbst gestellten politischen Arbeit gewesen.
Es gibt jedoch noch einen weiteren Punkt, der zum Niedergang der Werkstätten beigetragen hat. Auch wenn Bandmann und Cohn 1925 noch aus Deutschland angereist waren, war zu diesem Zeitpunkt bereits keine wirkliche Hilfe vom Blau-Weiß für seinen palästinensischen Ableger mehr zu erwarten, denn der Bund „machte parallel dazu eine Fundamentalkrise durch“, in deren Folge seine eigene Auflösung stand. Die Werkstätten befanden sich somit in einem Vakuum, das nur noch ihre Liquidation zuließ, was um die Jahreswende 1925/26 herum auch geschah. Nur die Bauabteilung sei davon verschont geblieben, da sie noch einen großen Auftrag in Haifa erhalten habe.
In Deutschland wurde das Ende der Werkstätten eher beiläufig zur Kenntnis genommen. Im August 1926 hieß es dazu in einer lediglich 13-zeiligen Meldung in der Jüdischen Rundschau, die Liquidation wäre infolge „wirtschaftlicher Schwierigkeiten“ erfolgt, das Unternehmen sei „ein Opfer der allgemeinen Krise geworden, da es nicht gelang, den Betrieb auf die heutigen palästinensischen Verhältnisse ohne große Verluste umzustellen“, und die wirtschaftliche Seite des Unternehmens sei leider nicht ebenso gut organisiert gewesen wie die der handwerklich-praktischen Arbeit, die einen guten Ruf genossen habe.

#### Die Landwirtschaftliche Siedlungsgesellschaft
Wie oben schon ausgeführt, sollte die Siedlungsgesellschaft eigentlich die Schwester der Werkstätten unter dem Dach der Karlsruher Siedlung sein. Dies belegt die Konstruktion der Siedlungsgesellschaft als Kapitalgesellschaft ebenso wie ein achtseitiger undatierter Text mit dem Titel Landwirtschaftliche Siedlungsgesellschaft Blau-Weiß in Palästina Ltd., der sich im Bestand der National Library of Israel (NLI) befindet. Die enge Bindung an den Blau-Weiß ist – über den Namenszusatz hinaus – auch daran zu erkennen, dass einer der beiden vorläufigen Vorstandsmitglieder der Gesellschaft das Blau-Weiß-Bundesleitungsmitglied Georg Strauss war. Das weitere Vorstandsmitglied war der „Agronom Hans Sternberg, Palästina, der den technischen Aufbau durchführen wird“. Sternberg arbeitete außerdem „für die Reichsvertretung der deutschen Juden und war für die Beaufsichtigung der Hachschara-Stellen in Deutschland zuständig“.
Die Broschüre über die Siedlungsgesellschaft begann mit einer Kritik an den vorhergegangenen Versuchen, in Palästina funktionierende landwirtschaftliche Betriebe aufzubauen. Deren geringe Erfolge seien nicht auf für Landwirtschaft ungünstige Bedingungen in Palästina zurückzuführen, sondern lägen in den äußeren Verhältnissen. „Die Mißstände der alten Kolonisation, die Ansiedlung unausgebildeter Menschen in einem völlig unsanierten Lande, die Art der philanthropischen Geldgewährung durch den Baron Rothschild usw., sind allgemein bekannt. Später verhinderte oft der Mangel an genügendem Betriebskapital, das notwendig gewesen wäre, um durch größere Investierungen, z. B. Anlage von erst nach Jahren ertragbringenden Pflanzungen, die Wirtschaft produktiv zu gestalten, eine gesunde Entwicklung der Kolonisation. Jedoch gibt es auch heute schon im Lande vereinzelte Wirtschaften, die deutlich beweisen, daß bei den richtigen Voraussetzungen die Landwirtschaft in Palästina durchaus gewinnbringend gestaltet werden kann.“
Das Konzept der Siedlungsgesellschaft beruhte auf gut ausgebildeten landwirtschaftlichen Fachkräfte und einer genügenden Kapitalausstattung. Die Initiatoren des Projekts setzten einerseits auf Selbstversorgung der Siedlung, andererseits auf eine stadtnahe Lage, um den städtischen Bedarf bedienen zu können: „Die Art der Produktion wird sich nach den Bedürfnissen des Marktes richten. […] Zur Durchführung des Planes haben sich 10 Landwirte und Gärtner zusammengeschlossen. Die Fühuıng der Hauswirtschaft wird von 4 Frauen und Mädchen übernommen, welche die nötige Ausbildung im ländlichen Haushalt (evtl. Geflügelzucht und Milchwirtschaft), erfahren haben.“ Die Statuten der Gesellschaft nach englischem Recht sahen die Deckung des Kapitalbedarfs durch den Verkauf von Anteilscheinen vor und ebenso die für Kapitalgesellschaften üblichen Gremien (Vorstand, Aufsichtsrat). Eine Dividendenausschüttung wurde angestrebt. Insgesamt sollten 500 Dunam Land bewirtschaftet werden, wofür ein Kapitalbedarf von 8000 englischen Pfund errechnet worden war. Zum Papier gehörte eine sehr detaillierte Aufstellung des benötigten „Lebenden und toten Inventars für eine landwirtschaftl. Siedlung auf 500 Dunam Land für 10 Familien“.
Diese Siedlungsgesellschaft hat, wie Fritz Pollak beim Blau-Weiß-Jubiläumstreffen 1962 ausführte, niemals ihren Betrieb aufgenommen. Nach Pollacks Worten kam der Plan für sie, der nach seinen Worten von Selig Eugen Soskin inspiriert war, 1925 bei einem Praktikantentag des Blau-Weiß in Tel Aviv zur Sprache. Eine neue Gruppe aus Deutschland war dort versammelt und trachtete danach, den Werkstätten ein Siedlungsprojekt zur Seite zu stellen. Das verzögerte sich unter anderem auch aufgrund der ungeklärten Landfrage. Der Keren Kayemeth hatte das ehemals für die Kvuza Zwi in der Nähe von Haifa vorgesehene Land offeriert. Die Siedlungsgesellschaft wollte den Anspruch darauf nicht aufgeben, versuchte aber gleichzeitig, Land in der Nähe von Tel Aviv zugewiesen zu kommen, um näher bei den Werkstätten sein zu können. Doch 1962 konnte Pollack nur noch resignierend feststellen: „Aber leider, wie wir alle wissen, kam der Plan nicht zustande. Wir waren bereit, und wir hatten genuegend Kraefte zur Verfuegung. Aber unser Plan verstiess gegen die herrschenden Theorien der Ansiedlung.“ Das lag aber wahrscheinlich nicht nur an der ungeklärten Landfrage, sondern auch daran, dass das durch den Plan angestrebte Wirtschaftsmodell kaum mit dem Modell der Kibbuzim oder Moschawim zu vereinbaren gewesen wäre; Konflikte mit den zionistischen Organisationen vor Ort, ähnlich denen der Werkstätten mit der Histadrut, wären kaum zu vermeiden gewesen, zumal die Betonung der Notwendigkeit ausgebildeter Fachkräfte abermals einen deutschen Sonderweg implizierte, wie er von Meybohm schon am Konzept der Werkstätten kritisiert worden war (siehe oben). Dieser Sonderweg implizierte eben auch die landsmannschaftlich ausgerichtete Separierung, und den Widerstand dagegen konnte Pollack auch 1962 noch nicht nachvollziehen. „Heute ist es schwer zu verstehen, daß landsmannschaftliche Ansiedlung damals verpoent war. Man war bereit uns zu helfen, wenn wir uns zersplittert haetten in die verschiedensten Gruppen, aber man war nicht bereit, uns beizustehen, wenn wir einen eigenen Kibbutz gruenden wuerden.“ Und so blieb auch die Siedlungsgesellschaft ein weiteres Glied in der Kette der gescheiterten Blau-Weiß-Unternehmungen in Palästina, was aber auch zur Folge hatte, dass sich die verbliebenen und nachkommenden Blau-Weissen in der Folgezeit in die in Palästina herrschenden Strukturen einpassen mussten. Pollacks Aufzählung der Kibbutzim, in den sich ehemalige Weiss-Blaue wiederfanden, ist beachtlich. Sie wurden überwiegend Watikim, Mitglieder der jüdischen Siedlungen, die bereits vor der Gründung des Staates Israel existierten.

## Das Ende des Blau-Weiß
Nach dem Prunner Bundestag von 1922 war unter der autokratischen Führung von Walter Moses ein Herrschaftsmodell entstanden, „das lediglich auf idealistischen Hoffnungen ruhte, keine ausreichenden Kontrollmechanismen kannte und darüber hinaus als »Bund« zu anderen Lebens-, Organisations- oder Gesellschaftsentwürfen nicht kompatibel war“. Dieses Führungsmodell wurde im Sommer 1924 nach einem Streit zwischen Walter Moses und Georg Strauss in Frage gestellt. Weitere Schwierigkeiten mit Moses kamen hinzu, nachdem dieser beschuldigt worden war, „einen Jungen seines Zuges sexuell missbraucht, ja »vergewaltigt« zu haben“. Im November 1924 legte Moses daraufhin sein Amt als Bundesführer nieder und setzte sich nach Palästina ab. In der Folge wurde eine neue Bundesführung gebildet, aus der die geschäftsführende Bundesleitung, bestehend aus Benno Cohn, Martin Bandmann und Georg Strauss, gebildet wurde.
Die innere Krise des Bundes wurde noch verschärft durch den misslungene Versuch, einen Älterenbund neben dem Wanderbund zu etablieren. Dieser Älterenbund sollte diejenigen Blau-Weissen organisieren, die dem jugendlichen Wanderbund entwachsen waren und nach Abschluss ihres Studiums oder einer Berufsausbildung vor dem Eintritt in die Erwachsenenwelt standen. Hinzu kamen die durch die Werkstätten in Tel Aviv verursachten Probleme und die gescheiterten Verhandlungen über ein Zusammengehen mit Hashomer Hatzair, über die vom 2. bis 4. September 1924 auf der zionistischen Weltjugendkonferenz in der Freien Stadt Danzig verhandelt wurde. Nach Hackeschmidt kam es dazu nicht, weil David Ben-Gurion mit seiner „streng marxistische[n] Haltung […] eine Verständigung und Annäherung des jeweils größten westjüdischen und ostjüdischen Jugendverbundes unterband“. Die Unterordnung des Blau-Weiß unter ein sozialistisches Genossenschaftsmodell, das auf vergesellschaftetem Gemeineigentum basierte, sei dem Blau-Weiß nicht zumutbar gewesen, weshalb der Bund „als Inititator der Konferenz und als der Vertreter der westjüdischen zionistischen Jugend nicht Mitglied des Weltbundes der hebräischen Jugend wurde“.
Die sich allmählich häufenden Probleme, die durch die Causa Moses zusätzlich verschärft worden waren, bildeten den Hintergrund bei der Weihnachtstagung des Blau-Weiß im Dezember 1925 in Dresden. Es wurden unterschiedliche Zukunftsmodelle für den Bund zur Diskussion gestellt, die aber zu keiner einvernehmlichen Lösung für den Gesamtverband führten. Bandmann und Strauss zogen sich aus der zionistischen Jugendarbeit zurück, und übrig blieben zwei Nachfolgeorganisationen und Übertritte in eine andere Organisation:
- Hans Kaufmann übernahm die Führung der etwa 1500 jüngeren Blau-Weiß-Mitglieder, der sogenannten Jüngerenschaft, die mit dem Bund jüdischer Pfadfinder fusionierte, aus dem 1926 der Verband Kadimah (Bund jüdischer Jugend) wurde.[137]
- Benno Cohn und etwa 50 ältere Getreue schlossen sich dem KJV an.[137]
- Als Organisation zur Berufsumschichtung und Vorbereitung auf ein Leben in Palästina blieb mit etwa 100 Mitgliedern die Blau-Weiß-Praktikantenschaft erhalten.[137]

Übrig blieben einige weitere lokale und ausländische Blau-Weiß-Gruppen sowie Schulden als Erbe der Werkstätten In Tel Aviv. Nach deren Tilgung verkündete Benno Cohn in einem letzten Rundschreiben vom 23. Februar 1927 die formelle Auflösung des Blau-Weiß.

## Das Jubiläumstreffen 1962 in Naharija
Am 18. und 19. Mai 1962 fand in Naharija das Jubiläumstreffen ehemaliger Blau-Weiß-Mitglieder statt. Naharija war nicht zufällig als Veranstaltungsort ausgewählt worden, denn hier lebten und arbeiteten, wie es Benno Cohn in seiner Einleitung zur Jubiläumsbroschüre 50 Jahre Blau Weiss ausführte, sehr viele Alt-Blau-Weisse, und die Stadt selber unterstützte das Treffen.
Nach Benno Cohn, der das Treffen auch eröffnete, sollte dieses dazu dienen, sich wiederzusehen und sich Rechenschaft darüber abzulegen, „was dieser Bund gewesen ist“. Geschehen sollte dieser Versuch einer „Rekonstruktion der Vergangenheit“ durch Erzählen, durch Musik und Lieder sowie durch Dokumente. Letztere fanden sich vor allem in einer großen Ausstellung wieder, die in der Festschrift leider nicht dokumentiert ist.
Das erste Referat hielt Pinchas Rosen, der vor allem noch einmal die Ideale der Gründungsphase hervorhob. Sein Beitrag beinhaltete aber auch eine Art Ehrenrettung für Walter Moses, dessen Anteil am Niedergang des Bundes er ebenso wenig thematisierte wie die gegen Moses erhobenen Vorwürfe des sexuellen Missbrauchs. Stattdessen:

„In den letzten 10 Jahren vor seinem Tode bin ich mit Walter Moses hier in Israel wieder in ziemlich nahe Beruehrung gekommen. Er war in vieler Hinsicht eine faszinierende Erscheinung. Es wurde damals zwischen uns vom Blau-Weiss überhaupt nicht gesprochen, aber viel von seiner Vorstellung, der er immer treu geblieben ist: von den Aufgaben einer Elite im Aufbau des Landes, und von der Wichtigkeit der Erziehung der juedischen Jugend hier zu einer echten Beziehung zu Kunst und Natur.“

Ähnlich unkritisch im Umgang mit der eigenen Geschichte zeigten sich auch Fritz Pollack in seinem Beitrag über die Praktikantenschaft des Blau-Weiß gezeigt und Herbert Karliner in seinen Erinnerungen an die Blau-Weiß-Werkstätten. So verwundert es nicht, dass Benno Cohn in seinem Schlussbeitrag die Beschlüsse des Prunner Bundestags von 1922, die das Ende des Blau-Weiß einläuteten, als Vorahnung auf die Ereignisse von 1933 verteidigte und damit die militärisch straffe Organisationsreform des Bundes als Notwendigkeit rechtfertigte. Ohne Walter Moses beim Namen zu nennen, machte Cohn für das Scheitern des „großen Plans“– das Prunner Gesetz – die aus seiner Sicht künstlich aufgebauschte Affaire um die Probleme und Konflikte einer Persönlichkeit verantwortlich, und auch das Scheitern der Werkstätten lag aus seiner Sicht nicht an dem dahinterstehenden Konzept, sondern diese wurden „in der schweren Krisis der vierten Alija zermahlen und konnte[n] sich bei ganz unzulaenglicher geistiger und wirtschaftlicher Fuehrung nicht behaupten“. So blieb ihm nur noch, bedauernd festzustellen, dass die Saat damals nicht aufgegangen sei, „weil die Zeit vielleicht nicht reif war. Erst Jahrzehnte spaeter, unter den Bedingungen und Notwendigkeiten der Staatsgruendung, fanden jene fruehen, verschuetteten Ideen das Erdreich, in dem sie Wurzeln schlagen und emporwachsen konnten.“ Nach Cohn ist Blau-Weiß nicht gescheitert, sondern konnte die Erfüllung seines zionistischen Traums in Israel erleben:

„Ein doppeltes Glueck ist uns beschieden. Nicht nur die Ueberlebenden der grossen Flut zu sein, sondern auch den Traum unserer fernen Jugendtage sich erfuellen zu sehen. Und wie wenigen ist es doch gegeben, die Verwirklichung ihrer Jugendtraeume zu erleben! Wir duerfen selber an dem gewaltigen Werke mitschaffen, dern juedischen Volke ein Haus zu bauen, das seiner grossen Vergangenheit wuerdig ist – mitschaffen mit jener Schaffensfreude, die uns in unsereıı Jugeııdtagen beseelte.“

## Bekannte Mitglieder
- Martin Bandmann (1900–1986). Sein Name taucht im Internet am häufigsten zusammen mit dem seines Jugendfreundes Norbert Elias auf. Er gehörte dem Breslauer Blau-Weiß an, übernahm 1921 die Schriftleitung der Führerzeitschrift und wurde später auch Bundesführer.[141] Korte charakterisiert ihn als eine Person mit stark auf Gefolgschaft und gezieltem Engagement abgestellten zionistischen Vorstellungen, Positionen, die sich 1922 auf dem Bundestag von Blau-Weiß in Prunn durchsetzten.[142]
 1925 erschien in Berlin das 436 Seiten starke Buch Hamischmar. Vom Leben der Jüngeren im Blau-Weiss. Im Katalog der DNB[143] wird die Bundesleitung des Weiß-Blau als Verlag genannt, ein Verfasser ist nicht angegeben. Benno Cohn sprach 1962 allerdings von Martin Bandmanns Buch und dass dieses der Pfadfinderbewegung gewidmet gewesen sei.[140] In einem der im Internet zahlreichen Antiquariatskataloge wird aus dem Vorwort des Buches zitiert und ausgeführt, das Buch widme sich der bisher vernachlässigten Erziehung von Jüngeren im Blau-Weiß.
- Arie (auch: Arye) Ben-David wurde 1904 als Leo Löwenthal (nicht zu verwechseln mit dem Literatursoziologen Leo Löwenthal) geboren und gehörte zu der stark von Nehemia Anton Nobel geprägten Frankfurter Gruppe des Blau-Weiß. Im Katalog der Deutschen Nationalbibliothek (DNB) wird er als Wirtschaftswissenschaftler geführt,[144] In der Festschrift 50 Jahre Blau Weiss ist er mit einem Beitrag über Frankfurter Bund vertreten.
- Kurt Blumenfeld
- Moses Calvary
- Benno Cohn, auch Benno Cohen (* 30. September 1894; † 24. November 1975), studierte Jura in Breslau, war Mitglied einer Zionistischen Studentenvereinigung und gehörte zur Führungsmannschaft des Blau-Weiß.[145] In den 1920er Jahren verbrachte er einige Zeit in Palästina und war nach seiner Rückkehr nach Deutschland von 1933 bis 1939 zunächst Generalsekretär und dann letzter Vorsitzender der ZVfD.
 In dieser Funktion nahm er Anfang März 1939 an einer Besprechung mit Adolf Eichmann teil, in der dieser die Einrichtung eines zentralen Auswanderungsbüros für Juden aus Deutschland vorschlug.[146]
 Cohn emigrierte 1939 nach Palästina. Er gehörte zu den Gründern parteipolitischer Organisationen, die sich für die Belange der Juden aus dem deutschen Sprachraum einsetzten. In der 5. Legislaturperiode der Knesset (1961–65) war er zunächst Abgeordneter der Israelischen Liberalen Partei, schloss sich dann aber den Unabhängigen Liberalen an. Bei den Wahlen 1965 verlor er seinen Parlamentssitz.
 Cohn war Präsident des israelischen Disziplinarhofes für Regierungsbeamte und gehörte dem Vorstand des Jerusalemer Leo Baeck Instituts an. Als Zeuge im Eichmann-Prozess kam es zu einer Gegenüberstellung von ihm und dem Angeklagten.[147]
- Stefan Cohn-Vossen[148]
- Norbert Elias
- Michael Evenari (Walter Schwarz)
- Henny (Henriette, * 10. Dezember 1892) und Martha Feuchtwanger (* 24. Juni 1897– † 1960), die Schwestern von Lion Feuchtwanger, waren in der Führerschaft des Münchener Weiß-Blau tätig.[149] Martha Feuchtwanger war verheiratet mit Hans Oppenheim und lebte mit ihm in Israel.
- Ernst Freud, der jüngste Sohn Sigmund Freuds war Mitglied von Blau-Weiß in Wien und München. Entgegen seinen damaligen Hoffnungen wurde er kein Bauer, sondern ein renommierter Architekt.[150]
- Erich Fromm
- Karl Glaser (* 1890)[151] gehörte vor dem Ersten Weltkrieg der Bundesleitung des Blau-Weiß an und war maßgeblich an der Herausgabe des ersten Blau-Weiss-Liederbuchs beteiligt.[152] Er kam aus der zionistischen Berliner Studentenverbindung Hasmonea[153] und spielte – neben seinem Engagement im Blau-Weiß – „auch im zionistischen Studentenverband K.J.V. eine gewichtige Rolle“.[151] 1918 war er Referent einer Versicherungsgesellschaft,[151] und Mitte der 1920er Jahre agierte er als Jugendsekretär der »Zionistischen Vereinigung für Deutschland«.[154] Anfang der 1930er Jahre gehörte Glaser als Schriftführer dem Komitee Pro Palästina an.
- Nahum Norbert Glatzer zählte ebenso wie
- Shlomo Dov Goitein zu den Führern der Frankfurter Gruppe, „die stark unter dem Einfluß des gesetzestreuen zionistischen Rabbiners Nehemia A. Nobel stand“.[155]
- Arie Goral-Sternheim (1909–1996) war seit 1921 Blau-Weiß-Mitglied, später Mitglied im Jung Jüdischen Wanderbund.[156]
- Dore Jacobs, geborene Marcus, aber nicht verwandt mit Joseph Marcus.
- Yoram Jacoby
- Gurit Kadman
- Siegfried Schimon Kanowitz (1900–1961)[157]
- Hans Kaufmann war langjähriges Bundesleitungsmitglied des Blau-Weiß und vom Dezember 1925 an dessen letzter Bundesleiter.[158] Im Auflösungsprozess des Jahres 1926 übernahm er die Führung der jüngeren Blau-Weiß-Mitglieder, der sogenannten Jüngerenschaft, die später mit dem Bund jüdischer Pfadfinder fusionierte.[159]
- Richard Kauffmann
- Leo Kopf (* 1888 – März 1953) war ein führender jüdischer Komponist und Dirigent und bis 1939 musikalischer Leiter der jüdischen Gemeinde Berlin. Er floh vor den Nazis nach London und gründete dort eine Chorgesellschaft und ein Streichorchester. Während des Zweiten Weltkriegs kam er in die USA.[160] Leo Kopf war verantwortlich für die 1918 erschienene zweite Auflage des Weiß-Blau-Liederbuches.[161]
- Joseph Marcus (1886–1961) und Käthe Ephraim Marcus (1892–1970)[162]
- Erich Mendelsohn[148]
- Ludwig Franz Meyer
- Dolf Michaelis (* 1906 in Magdeburg; † 1982 in Israel)[163] „war ein Experte für Wirtschaft und Finanzen, ein Führer des deutschen Zionismus und einer der Verhandlungsführer des „Ha'avara“-Vertrags zwischen der Jewish Agency und Deutschland in den 1930er Jahren. Er verließ Deutschland 1938 nach Großbritannien und zog 1945 mit seiner Frau Eva Michaelis-Stern nach Eretz Israel.“[164] Er war Direktor der Bank Leumi in Jerusalem und Mitglied des Exekutivkomitees und des Vorstands der Hebräischen Universität und anderer Organisationen, während er weiterhin zeichnete und malte. Zusammen mit Werner Feilchenfeld und Ludwig Pinner ist er Autor des Buches Haavara-Transfer nach Palästina und Einwanderung Deutscher Juden 1933–1939.[165]
- Fritz Millner
- Walter Moses (* 1888 in Berlin; † 2. April 1955 in Tel Aviv),[166] Jurist und Kaufmann, nahm ab 1917 verstärkten Einfluss auf den Blau-Weiß, bis er 1922 alle Ämter praktisch in seiner Person vereinigt und zur charismatischen Führerfigur des Blau-Weiß wurde.[167]
 Moses schied im November 1924 aus dem Verband aus und ging 1926 nach Palästina. Er schloss sich dort aber nicht einer der von Blau-Weiß organisierten Gründungen an, sondern gründete eine Zigarettenfabrik, die Ende der 1950er Jahre unter dem Namen Dobek in Bnei Brak ansässig war.[166] Meybohm erwähnt als Grund für Moses Distanz zu Blau-Weiß, dass gegen ihn in Deutschland eine Anschuldigung wegen sexuellen Missbrauchs eines Jungen vorgelegen habe.[168]
 Moses galt als einer der bedeutendsten Kunstsammler in Palästina/Israel; seine sehr umfangreiche archäologische Sammlung bildete 1958 den Grundstock für die Gründung des Tel Aviver Eretz Israel Museums.
- Martin Nothmann gehörte zur Breslauer Führerschaft.[150]
- Hans Oppenheim (* 5. August 1894 in Berlin-Charlottenburg – † 1974 in Raʿanana), ein Mediziner und Cousin der Brüder Posener (siehe unten), „war ein führendes Mitglied der Berliner „Verbindung Jüdischer Studenten Maccabea im K.J.V.“ und des Wanderbundes „Blau-Weiß“.“[169]
 Oppenheim war der Sohn des Geologie-Professors (Leo) Paul Oppenheim. Er besuchte das Schiller-Gymnasium Berlin, wo er 1914 die Reifeprüfung ablegte und danach Medizin in Lausanne, Berlin, München, Heidelberg, und Tübingen studierte. Mit der Dissertation Zur Casuistik der Uterustamponade bei atonischen Postpartumblutungen wurde er im September 1919 an der gynäkologischen Universitätsklinik der Berliner Charité promoviert; seine Approbation erfolgte im Juli 1920.[170] Aus der Wiedergutmachungsdatenbank des Landes Berlin ergibt sich, dass Hans Oppenheim nach Palästina emigrieren konnte und unter dem Namen Hans Ben-Dor in Rechovot lebte.[171] Hans Oppenheim war verheiratet mit Martha Feuchtwanger.
 Über die Geschwister Hans, Julius (1904–1993) und Helene (1896–1974) Oppenheim schreibt Julius Posener: „Der Bruder, Hans, trat Julius gegenüber auf wie eine Art Double seines Vaters; Helene seine Schwester, war in Julius’ Augen von einem anderen Stern, gefürchtet und gehaßt zugleich, und wurde von ihm – da war er noch keine zehn – als »dieses Weib« bezeichnet.“[172]
- Ferdinand Ostertag (1893–1963) wurde in Glogau geboren und „engagierte sich während und kurz nach dem Ersten Weltkrieg in der zionistischen Bewegung, 1918 übernahm er vorübergehend die Leitung der ‚Blau-Weiß-Blätter‘.“ Während der 1920er Jahre führte er eine Buchhandlung und einen Verlag in Berlin, musste seine Geschäfte aber 1929 wegen Zahlungsunfähigkeit schließen. Ab August 1931 baute er in Paris eine Buchhandlung auf, aus der dann die am 15. März 1933 gegründete Librairie au Pont de lʼEurope als „Centre d’information artistique et littéraire franco-allemand“ hervorging. Diese Buchhandlung wurde bald „zu einem Refugium der wachsenden deutschen Exilgemeinde in Paris“. Der deutsche Einmarsch in Paris bedeutete das Ende von Ostertags Buchhandlung. Er wurde interniert und konnte dann aber im November 1941 in die USA emigrieren. Er verstarb 1963 in New York.[173]
- Ludwig und Julius Posener. Die beiden Brüder kamen über ihren Cousin, Hans Oppenheim, um 1920 in Kontakt mit Blau Weiß. Julius Posener beschreibt in seinem Buch Heimliche Erinnerungen sein Verhältnis zu Blau-Weiss eher distanziert, gibt aber am Beispiel seines Bruders Ludwig auch einen Einblick in die Konflikte zwischen einem sich zionistisch verstehenden Jugendlichen und dem deutsch-demokratisch eingestellten Elternhaus. Kritisch fällt sein Urteil über die „deutsche Spielart des Zionismus“ aus, wie sie im Blau-Weiss gepflegt worden, „hinsichtlich des Kernziels“ aber gescheitert sei: „Was der überwiegenden Mehrheit dieser jungen Leute wichtig war, vertrug sich nicht mit Palästina oder dem Leben der Juden dort. Dieser Aspekt wurde bei Blau-Weiß eher vernachlässigt. Den Mitgliedern war es lediglich wichtig, daß man ohne den Schatten eines Zweifels am Zionsimus als dem richtigen Prinzip festhielt.“[174]
- Walter Preuss (* 1895 in Berlin; † 1984 in Tel Aviv) war Mitglied im Blau-Weiss und Leiter des Jüdischen Arbeitsamtes der ZVfD.[175] Der promovierte Wirtschaftswissenschaftler Preuss wanderte 1922 nach Palästina aus und war rund vierzig Jahre lang als Leiter der statistischen und ökonomischen Abteilung des israelischen Gewerkschaftsbundes Histadrut tätig. Er lehrte außerdem als Professor für Geschichte der Arbeiterbewegung, Sozialpolitik und Genossenschaftswesen an der Hebräischen Universität Jerusalem.[176]
- Die Geschwister Rosenblüth
 Die Geschwister Rosenblüth,[177] fünf Brüder – Martin (* 1. Februar 1886), Felix (* 1. Mai 1887), Joseph (* 26. März 1892), Leo (* 18. August 1893), Max (* 11. März 1897) – und zwei Schwestern – Malli (* 24. Juni 1889), Elsa (* 11. März 1899) – wuchsen in einer jüdisch-orthodoxen Familie auf. Der Vater, Samuel Rosenblüth (1854–1925), war kaufmännischer Prokurist im Messingwerk Finow, wo eine der ersten Hachscharastätten Deutschlands gegründet wurde: „1917 – 1924/25 organisierte der junge Siegmund Hirsch, unter der Leitung von S. Dyck und S. Weinberg ein Zentrum für Hachschara. Die jungen Chaluzim (Pioniere) wurden als Landwirte und Gärtner ausgebildet. Es waren überwiegend Ostjuden, aber auch Blau – Weiße (Westjuden) waren darunter.“[178]
  - Martin Rosenblüth (* 1. Februar 1886 in Messingwerk-Finow; † 1963 in Tel Aviv), der Erstgeborene, war von 1910 bis 1915 Sekretär des Aktions-Comités der Zionistischen Weltorganisation (ZO) und anschließend bis 1920 Direktor des Kopenhagener Büros der ZO.[179] Von Dezember 1923 bis Januar 1925 war Rosenblüth Direktor des Keren Hayesod in Österreich[180] und fungierte danach vier Jahre lang als Vizepräsident der ZVfD. Parallel dazu war er seit 1. April 1929 Direktor des Keren Hayesod für Deutschland.[181]
 Ebenfalls 1929, nach einem ersten Besuch im Jahre 1924, besuchte Rosenblüth zum zweiten Mal Palästina.[182]
 Im April 1933 verließ Rosenblüth in Übereinstimmung mit der ZVfD Deutschland und arbeitete fortan im Londoner Hauptquartier der Jewish Agency for Palestine. „Meine Aufgabe in London war eine doppelte. Im Allgemeinen hatte ich mit Problemen der Unterstützung der Juden in Deutschland und der Flüchtlinge zu tun. Genauer gesagt war es meine Aufgabe, für jüdische Gemeinden in aller Welt zu klären, wie sie am besten konstruktiv helfen können. Konsequent betonte ich die Notwendigkeit die Einwanderung nach und die dauerhafte Ansiedlung all der Juden in Palästina zu finanzieren, die überzeugt werden konnten, Europa in Richtung Eretz Israel zu verlassen.“[183]
 Rosenblüth griff aber auch noch in die Diskussionen in Deutschland ein. In einer Denkschrift vom 13. September 1933 plädierte er in Verkennung des militanten Antisemitismus des Hitler-Regimes für eine ordentliche und wirtschaftlich gesicherte Auswanderung der Juden aus Deutschland in enger Zusammenarbeit mit dem Nazi-Regime. Er ging davon aus, „daß der deutsche Zionismus im Grunde keine andere Wahl habe als zu versuchen, Bedingungen zu erreichen, die eine ordnungsgemäße Emigration der Juden gewährleisteten, und daß diese Bedingungen, besonders hinsichtlich der Sicherung und Bereitstellung des Vermögens der jüdischen Auswanderer, nur in Zusammenarbeit und mit Unterstützung der deutschen Behörden geschaffen werden könnten.“[184] Er vertrat zudem als einziger Deutscher die ZVfD auf den Zionistenkongressen 1933, 1935, 1937 und 1939, da den deutschen Juden die Ausreise zu diesen Kongressen verboten worden war.[185]
 Während seine beiden Söhne nach dem Ausbruch des Zweiten Weltkriegs in England als Enemy Aliens interniert wurden, konnte Rosenblüth zusammen mit seiner Frau und seiner Tochter Ende 1940 in die USA einreisen. Im März 1941 wurde er Director of Information des „United Palestine Appeal“ in New York.[186] dem in den USA bestehenden Zusammenschluss der Organisationen Keren Hayesod und Keren Kayemeth LeIsrael.[187] Diese Tätigkeit übte Rosenblüth bis 1948 aus und wurde dann Repräsentant des israelischen Finanzministeriums in den USA.[179]
  - Felix Rosenblüth (* 1. Mai 1887 in Berlin; † 3. Mai 1978 in Tel Aviv), unter dem Namen Pinchas Rosen erster israelischer Justizminister.
  - Elsa Rosenblüth (* 11. März 1899), verheiratete Elsa Belah Sternberg. „Sie absolvierte in Berlin eine Ausbildung zur Kindergärtnerin bei Siegfried Lehmann, dem späteren Gründer des Kinderdorfes Ben Schemen in Palästina, der für eine moderne sozialistisch-zionistische Ausrichtung sorgte. 1933 (d. h. mit 34 Jahren) wandert sie mit Familie (Mann und vier Kindern) nach Palästina aus, wohin ihre Geschwister schon 1921/22 emigriert waren.“[188]
- Siegfried Rosenbaum[189]
- Adalbert Sachs (1876–1928), Mitbegründer des Berliner Weiß-Blau, war Chirurg und wanderte 1923 nach Palästina aus. In Jerusalem gründete er die erste orthopädisch-chirurgische Klinik.[190]
 1962 lieferte Pinchas Rosen auf dem Jubiläumstreffen in Naharija ein Porträt von Sachs, das dessen Rolle im Blau-Weiß beleuchtete: „Es gab in Berlin in einer der Querstrassen der Friedrichstrasse ein beruehmtes altes Kellerrestaurant, das den Namen ‚Die Hütte‘ fuehrte und wo nach Ansicht von Sachverstaendigen das beste Pilsrıer Bier nicht blos Berlins, sondern vielleicht der Welt ausgeschenkt wurde. Und dort gab es einen Stammtisch, ueber den praesidierte Dr. Adalbert Sachs, den wir alle sehr liebten und verehrten. Er war einer von den K. C.ern, die aus zionistischen Gruenden aus dem K. C. ausgetreten war. Der Zionismus von Sachs war ein konsequent zu Ende gedachter K. C. Ehrenstandpunkt. Einem Mann wie Adalbert Sachs erschien es absurd, mit den Glaeubigen des Zentralvereins sich irgendwelchen messianischen Hoffnungen hinzugeben auf eine wirkliche gesellschaftliche Gleichberechtigung. Er sagte schon im Jahre 1912, dass er nach Palaestina gehen wuerde, dass man in Deutschland nicht leben koenne. Und er ging auch im Jahre 1923 nach Palaestina. […] Warum war Adalbert Sachs mit dem Blau-Weiss verbunden? Nicht wegen seiner von allen bewunderten Trinkfestigkeit und Trinkfreudigkeit, sondern weil er wirklich mit der Natur in einer so tiefen Weise verbunden war, wie wahrscheinlich kaum irgend einer von den Fuehrern. Deswegen wurde er auch von der ganzen Fuehrerschaft verehrt. Und als er nach Palaestina kam, war er bald einer der besten Kenner von Jerusalem’s Altstadt und der ganzen Umgebung.“[191]
- Friedrich Salomon Rothschild[189]
- Hans Simon, der Mitbegründer und Leiter der Blau-Weiß-Werkstätten in Tel Aviv, war zuvor in der Karlsruher Blau-Weiß-Gruppe aktiv und auch auf der Bundesebene einflussreich.[148]
- Ernst Simon[150][192]
- Georg Strauss
- Walter Strauss[189]
- Rivka Sturman
- Hans Tramer (* 1905 in Bunzlau (Schlesien); † 1979 in Tel Aviv-Jaffa) wird in der Deutschen Biographie als Schriftsteller und Rabbiner geführt.[193] Das Center for Jewish History (CJH) skizziert ihn zusätzlich als Verleger und langjährigen ersten Vorsitzenden des Leo Baeck Instituts in Jerusalem (LBI Jerusalem). Er habe von 1928 bis 1932 am „Jüdischen Theologischen Seminar“ in Breslau studiert und sei von 1932 bis 1933 Rabbiner an der liberalen Synagoge in Berlin gewesen. Tramer und seine Frau Antonie Tramer wanderten 1933 nach Palästina aus, wo er Generalsekretär der „Hitachdut Olei Merkaz Europa“ wurde und für dessen Zeitung, das Mitteilungsblatt schrieb. 1956 wurde Hans Tramer der erste Vorsitzende des LBI Jerusalem und blieb es bis zu seinem Tod. Er war Herausgeber des Bulletins des Instituts. Anders als die deutschen Quellen macht das CJH davon abweichende Angaben über Todesjahr und Sterbeort: 1978 in Jerusalem.[194]
- Kurt Tuchler soll einer der Mitbegründer des Blau-Weiß gewesen sein.[195]
- Mosche Unna zählte sich zum religiösen Flügel des Blau-Weiss, der „in den Gruppen in München, Frankfurt a. M., Mannheim, Fulda, Breslau u. a. […] tonangebend“ gewesen sei. „In der Mannheimer Gruppe, der ich angehörte (mit meinen Schwestern Cilly s.A. und Ruth und meinem Bruder Gabor-Gedalja s.A.), war die Beteiligung der religiösen Jugend an der Gruppentätigkeit intensiv, ihr Einfluß wesentlich. Der Zionisrnus wurde als eine gegen die Assimilation gerichtete Bewegung verstanden; die Religiösen waren die natürlichen Bundesgenossen. Mein Vater s.A., der Rabbiner des gesetzestreuen Teils der Gemeinde, stand der Beteiligung seiner Kinder an der allgemeinen Jugendbewegung positiv gegenüber.“[155]
- Trude Weiss-Rosmarin (1908–1989)[196]